# Partido de Vicente López
Vicente López es uno de los 135 partidos de la provincia argentina de Buenos Aires. Se encuentra inmediatamente al norte de la ciudad de Buenos Aires, y forma parte de la zona norte de su área metropolitana conocida como Gran Buenos Aires. Su localidad cabecera, Olivos, se halla a 20 km del centro del Distrito Federal y a 87 km de La Plata, la capital provincial.
Vicente López tiene los indicadores socioeconómicos más elevados del Gran Buenos Aires. Junto a San Isidro, son los únicos partidos del Gran Buenos Aires con crecimiento poblacional negativo. Con apenas 33 km² de superficie y 269 420 habitantes, es el partido más pequeño y el 23.º más poblado de la provincia de Buenos Aires. Asimismo es el segundo distrito más pequeño del país.
El partido es conocido por sus extensas zonas residenciales, por ser sede de la Residencia Presidencial argentina y por su parque costero con frente al Río de la Plata.
Vicente López ha experimentado un bum inmobiliario desde mediados de la década de 2000, particularmente en sus arterias principales; la avenida del Libertador y la avenida Maipú. En los últimos años, también han surgido desarrollos de gran envergadura en el Nodo Panamericana General Paz. Si bien históricamente gran parte del partido ha servido como ciudad dormitorio en torno a Buenos Aires, en las décadas recientes se ha transformado en un polo empresarial, gastronómico y de esparcimiento.

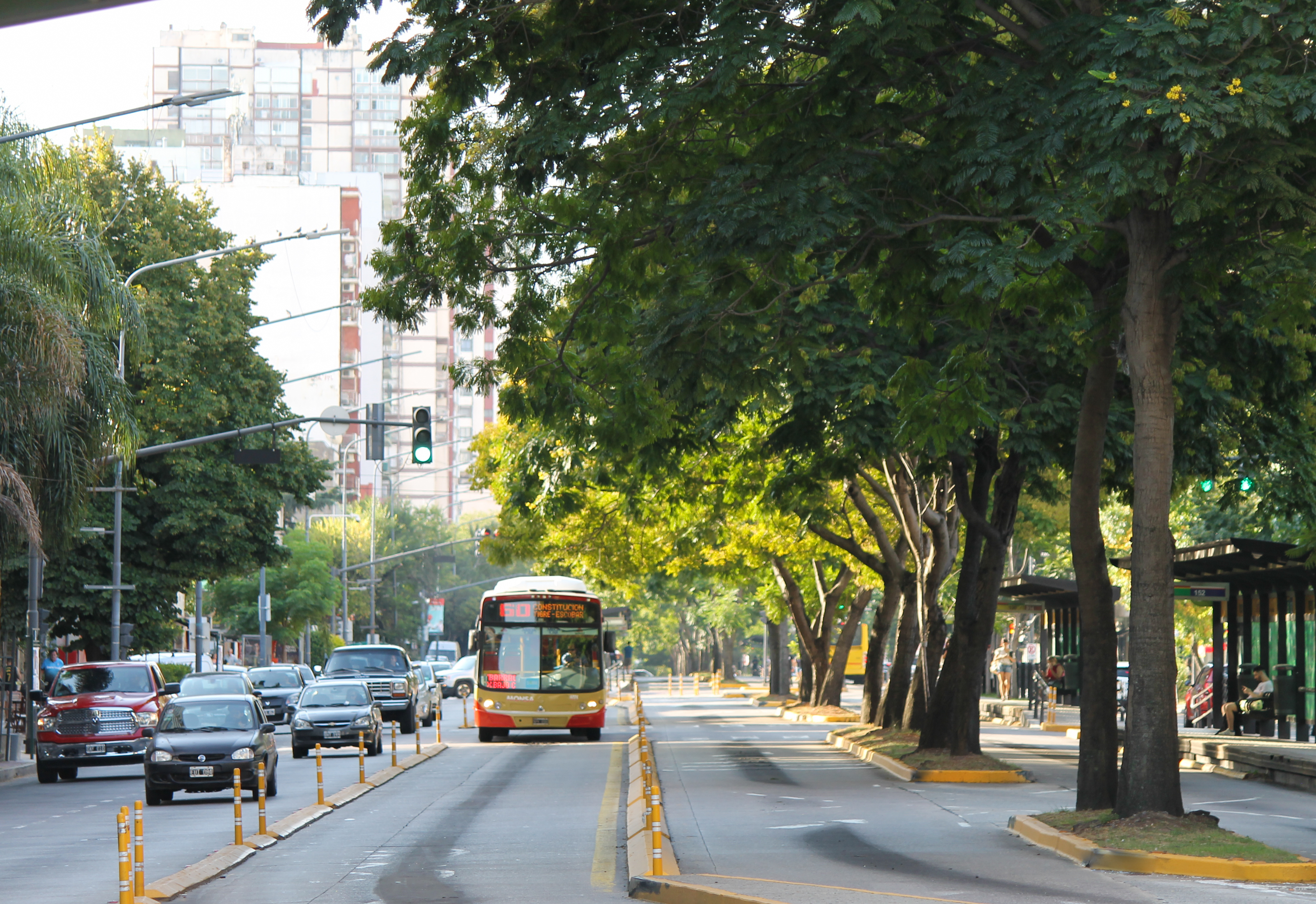
Avenida Maipú en su paso por Florida.

## Toponimia

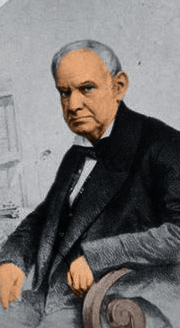
Vicente López y Planes.

Debe su nombre a una de las figuras cívicas más importantes del siglo XIX argentino, Vicente López y Planes, quien fuera presidente de la República tras el derrumbe de Rivadavia y gobernador de Buenos Aires tras la caída de Rosas, autor del canto El Triunfo Argentino (que alabase la expulsión criolla de la Primera invasión inglesa) y del Himno Nacional Argentino, y patriarca de una ilustre estirpe de intelectuales, su hijo Vicente Fidel López, y su nieto Lucio Vicente López.

## Geografía

### Ubicación
Limita al sur con la ciudad de Buenos Aires, al oeste con el partido de General San Martín, al norte con el de San Isidro y al este con el Río de la Plata.

### Coordenadas y área
Ocupa 34,45 km² Se encuentra a Lat 34°31′ S, Long 58°29′ O y una altitud de 0 m s. n. m.

### Sismicidad
La región responde a la «subfalla del río Paraná», y a la «subfalla del río de la Plata», con sismicidad baja; y su última expresión se produjo el 5 de junio de 1888 (137 años), a las 3.20 UTC-3, con una magnitud en Vicente López, aproximadamente de 5,0 en la escala de Richter (terremoto del Río de la Plata de 1888).

### Barrios
El partido de Vicente López fue declarado ciudad en 1939, por lo que constituye una única entidad política y territorial. El partido consta de los siguientes barrios o localidades:
- Vicente López
- Olivos
- Florida
- La Lucila
- Villa Martelli
- Florida Oeste
- Munro
- Carapachay
- Villa Adelina

## Demografía
Por su número de habitantes, Vicente López es la octava localidad del Gran Buenos Aires. La ascendencia de sus habitantes es muy heterogénea: del tronco colonial hay sangre nativa amerindia, de esclavos africanos y española. Ya con las migraciones de fines del siglo XIX y de todo el XX supieron llegar personas de las siguientes procedencias: italianos, alemanes, británicos, polacos, ucranianos, armenios, croatas, eslovenos, israelitas, chinos, coreanos, árabes (sirios y libaneses), paraguayos, bolivianos, personas del interior del país (de fuera del Región Metropolitana de Buenos Aires), etc.
Según los resultados definitivos del censo de 2022 la población del partido alcanza los 282.281 habitantes.
En 2010 contaba con una población total de 269.420 habitantes (censo INDEC 2010), con una densidad de 8.164,24 hab./km². Comparados a los 274.082 habitantes de 2001, descendió un 1,15 %. Durante 2005, 2006 y 2007 obtuvo el menor índice anual de mortalidad del total de los municipios argentinos, con un 0,5% de muertes anuales. El índice de analfabetismo es del 0,5% y existe una gran cantidad de establecimientos educativos tanto públicos como privados. Se desarrollan además numerosas actividades culturales. En los últimos años se ha construido sobre terrenos ganados al Río de la Plata un extenso parque que cuenta con un anfiteatro y un centro cultural, junto con restaurantes y otros locales comerciales.
El municipio posee un fuerte aspecto residencial en todos sus barrios. Las localidades de Villa Martelli, Munro, Carapachay, Florida Oeste y Villa Adelina albergan industrias, particularmente metalúrgicas, alimentarias y químicas. Tanto en Carapachay como en Olivos existen también industrias textiles, asentándose asimismo en este último barrio el laboratorio Roemmers.
La mayor parte de la población es cristiana, siendo el más importante el culto católico, poseedor de 19 iglesias en total, no obstante existen también otros centros de confesión evangelista, adventista del séptimo día, armenia, bautista y testigos de Jehová. El judaísmo tiene presencia de larga data, existiendo una sinagoga en el barrio.
| Población | 12.100 | 149.958   | 247.656 | 285.178 | 291.072 | 289.505 | 274.082 | 269.420 | 282.281 |
| Variación | -      | +1139,32% | +65,15% | +15,15% | +2,06%  | -0,53%  | -5,32%  | -1,15%  | +4,8%   |

Fuente: INDEC.

## Símbolos

### Escudo municipal

Escudo actual del municipio de Vicente López.

El intendente José E. Rubio promulgó la creación del escudo municipal mediante el Decreto 494 del 2 de mayo de 1933; fue ideado por Roberto José Gorini y dibujado por Luciano Huret.

### Bandera

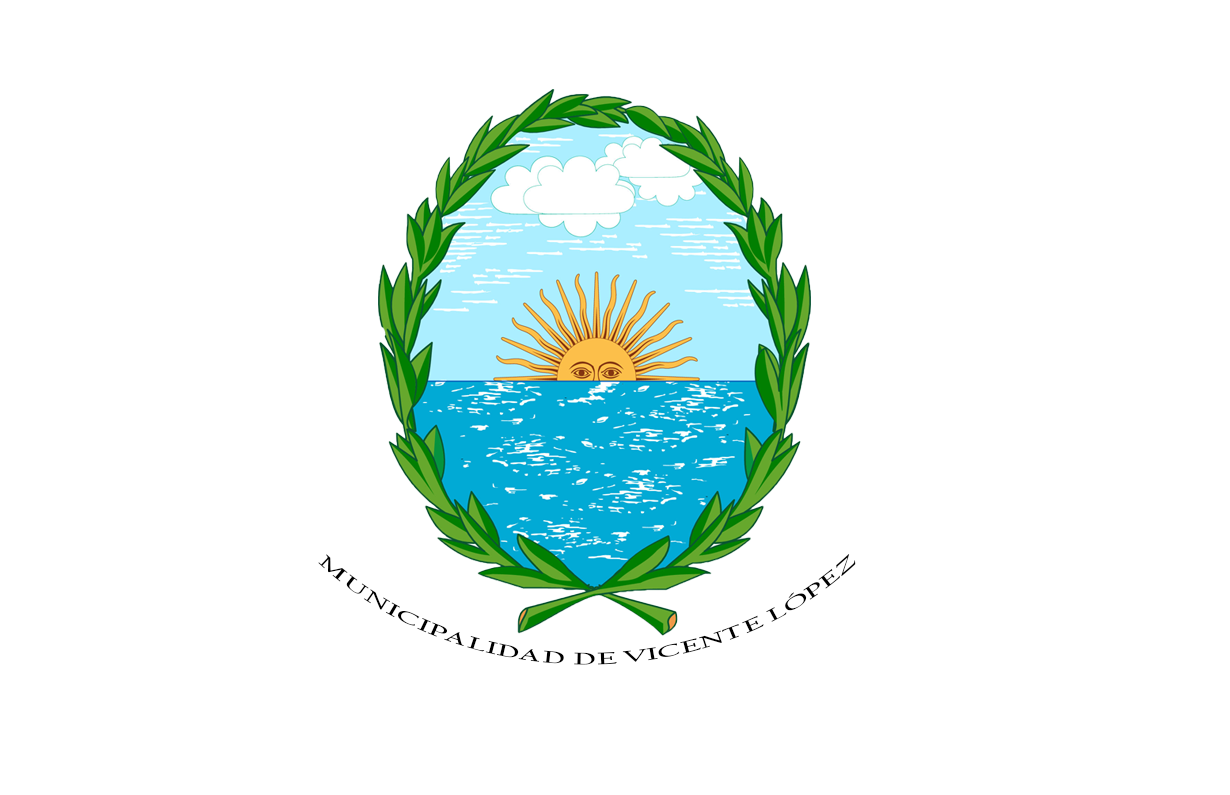
Bandera de Vicente López.

La bandera de Vicente López fue creada en 2006 por resolución del Concejo Deliberante del Partido a propuesta del Intendente Enrique García.
Está compuesta por fondo blanco, reproduciéndose en su centro réplica del Escudo Oficial según la Ordenanza dictada en su momento, cuyas características destacan una elipse trazada verticalmente y cortada en dos campos, rodeados por dos ramas de olivo, el campo superior de azul claro, representando el cielo circundado por algunas pequeñas nubles blancas y en el inferior, las aguas del Río de la Plata; sobre la línea del horizonte, un sol naciente; asomado, figurado hasta tener rostro que protege y vigila el destino de la Ciudad y de sus habitantes.
La bandera adoptada es rectangular, sobre fondo blanco, con una base de 14 dm y una altura de 9 dm mientras que el Escudo se ubica centralmente debajo y en forma circular se estampará "Municipalidad de Vicente López".

## Historia

### Siglos XVI al XVIII

#### El poblamiento
La zona poblada hacia el siglo XVII comprendía la zona que se extiende desde la Ensenada hasta el Río Luján, incluyendo las áreas que se encuentran dentro de una circunferencia marcada por las localidades de Magdalena, Mercedes, Brandsen, San Vicente, Marcos Paz, Moreno y Pilar; en el área interior se encontraban las llamadas aguadas, que posibilitaban la vida en la región.
El poblamiento europeo en este municipio se remonta a 1580, cuando tras la llegada de Juan de Garay y la fundación de la Ciudad de la Trinidad, hoy Buenos Aires, se efectuó el reparto de las tierras de los alrededores de la ciudad entre sus hombres. El 24 de octubre de ese años, en la ribera norte de la ciudad de Buenos Aires, se repartieron 65 suertes de chacras desde el actual barrio porteño de Retiro hasta el actual partido de San Fernando. Estas eran franjas de terreno que iban desde la parte superior de la barranca del Río de La Plata hasta una legua (5.196 metros) tierra adentro y tenían un ancho de entre 300 y 500 varas (entre 260 y 433 m). Dieciocho de estas suertes correspondían a lo que hoy es el partido de Vicente López. Además, Juan de Garay adjudicó 30 suertes de estancia que eran de media legua por legua y media (2.598 por 7.794 metros = 20,249 km²). A toda esta zona se la llamó Pago del Monte Grande. El 15 de junio de 1583 le fue concedida la primera estancia a Juan Ruiz de Ocaña, parte de su fondo abarcaba los límites del actual municipio de Vicente López.
Siendo estas tierras sumamente fértiles, fueron velozmente explotadas por los colonizadores, convirtiéndose la zona en la proveedora de cereales, verduras y frutas de la Ciudad de la Trinidad, nombre que poseía entonces Buenos Aires.
Los propietarios, residentes en La Trinidad, se trasladaban periódicamente a sus tierras en la zona, mientras estas quedaban a cargo de mayordomos o bien de algún mandamás. Las chacras (nombre que recibían los lotes) pasaron por tres períodos residenciales: residencias temporales, residencias de vacaciones y finalmente residencias permanentes ya a fines del siglo XVIII.
Para 1605 se calcula que la población constaba de 20 vecinos, que sumados a los familiares, sirvientes y esclavos totalizaba 200 o 220 habitantes.

#### Centro rural
En 1717 la zona cambió su nombre a Pago de la Costa, aunque seguiría siendo llamada también por su antiguo nombre durante medio siglo. En la década de 1720 cambia su nombre a Punta de los Olivos debido a una gran plantación de olivos en una saliente de la barranca hacia el río, en lo que era la quinta de Domingo de Acassuso; abarcaba el actual barrio de La Lucila y parte de Martínez (Anchorena), en el partido de San Isidro. A su vez se instaló también en la Punta de los Olivos, según testimonios de la época, un puerto que ya para el siglo XIX habría llegado a poseer guardas de aduana.
Para la época de 1780 Riglos consideraba a esta zona de la siguiente forma:

...El Pago de la Costa de San Isidro es la despensa de esta ciudad porque es sin duda el que la provee no sólo de trigo, Miniestras y verduras más que otro alguno, sino del pescado y de la fruta primera de duraznos, sandías, melones, leña, carbón y toda la madera... Es asimismo por su amenidad y hermosura la convalencia de los enfermos y la diversión de los sanos que de esta ciudad van a gozarla en los tiempos buenos cuyas circunstancias recomiendan más a V.E. este negocio para que dejando a los vecinos que la pueblan la quietud que siempre han tenido, puedan dedicarse con tesón a su cultivo... (sic)
Riglos, 19 de julio de 1780

Por buena parte de su historia, el municipio fue conocido por el nombre que ahora posee su municipio más populoso, Olivos. Este nombre figura por primera vez en el Acta del Cabildo del 10 de febrero de 1779, en la que se lee:

...Se construían tres corrales en la costa de San Isidro, a saber uno en el paraje que dicen los olivos... (sic)
 Cabildo de Buenos Aires, Acta del 10 de febrero de 1779.

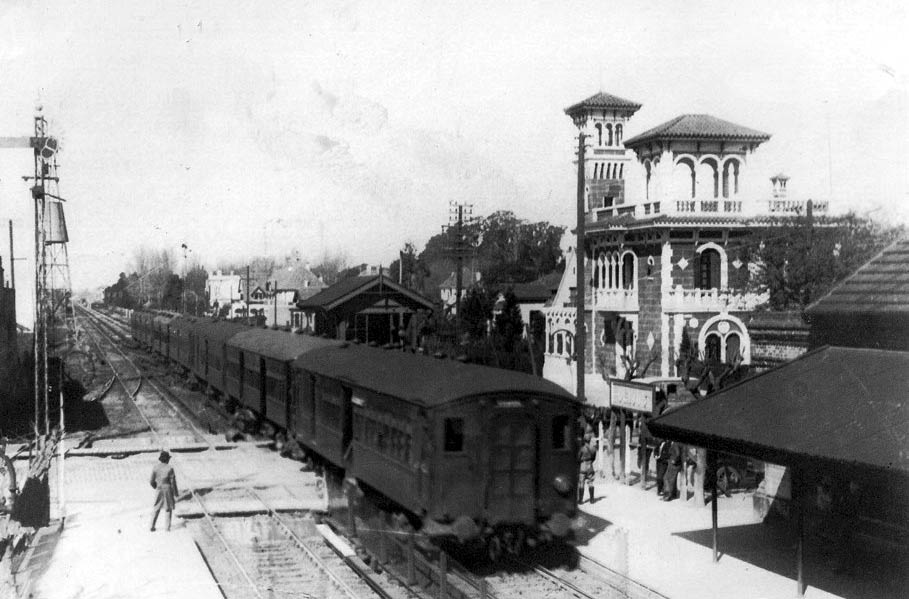
Fotografía de la Estación Olivos, ca. 1928

El nombre del sitio representaba el monte de olivos que existía en ese entonces en lo que hoy es la localidad de La Lucila, había sido plantado por Domingo de Acassuso, famoso vecino del Partido de San Isidro y su hijo.
La zona fue llamada sucesivamente Paraje de los Olivos, Punta de los Olivos y más tarde Puerto de la Punta de los Olivos. Al inaugurar en 1863 el Ferrocarril del Norte (actual ramal Retiro-Tigre del ferrocarril Bartolomé Mitre) el tramo que iba desde la estación Belgrano hasta la flamante estación Olivos, el nombre se oficializa.

### SigloXIX

#### Urbanización
Hernán Tauxillewicz de Wineberg compró en 1869 aproximadamente 30 hectáreas de tierra limitadas al nordeste por el Río de la Plata, al sudeste por la actual calle Corrientes, en Olivos, al sudoeste por la actual avenida Maipú y al noroeste por una línea que separaba por la mitad las manzanas comprendidas entre las actuales calles Ricardo Gutiérrez y Juan Bautista Alberdi. Entre 1871 y 1888 planificó y llevó a cabo un proceso de urbanización en sus tierras, trazando las calles a las que denominó como las 14 provincias que conformaban en ese entonces el país, fraccionó asimismo las manzanas en lotes.
Fundó una plaza entre las entonces calles Santiago del Estero y Jujuy, esta plaza recibió el nombre de Pavón. Buscó nombres para el pueblo que delineaba, el primero fue General Mitre o bien Mitre de los Olivos, pero estos no funcionaron y fueron opacados por el de Olivos.
En 1870 llegó a la zona una gran cantidad de inmigrantes italianos, pioneros en la que sería una fuerte oleada inmigratoria. Se instalaron en pequeñas quintas en la zona de Florida. También en las actuales Villa Martelli, Munro, Carapachay y Villa Adelina, donde construirían hornos de ladrillos. Estos inmigrantes fundaron en 1890 el club Círculo Trovador (en italiano Circolo Il Trovatore), entidad aún existente.
A las 3.20 del 5 de junio de 1888 se produjo el sismo autóctono del Río de la Plata.

#### Desarrollo
En 1863 el ex Ferrocarril del Norte (actual ramal Retiro - Tigre de la Línea Mitre) inauguró el tramo que va desde la estación Belgrano C, en el barrio homónimo de Buenos Aires, hasta la nueva estación Olivos. La segunda estación, hoy ya inexistente debido a los cambios en el sistema ferroviario del partido, surgió en comienzo como una parada denominada San Antonio, al costado de los pilares de la quinta homónima perteneciente a Jaime Lavallol.
Poco después se construyó una estación ferroviaria de desvío para las cargas del Ferrocarril del Norte, esta es la actual estación Vicente López. Este nombre pudo haberse debido al hecho de que Gregorio Esperón, cuya quinta llegaba hasta Azcuénaga y Melo, era descendiente de una hermana de Alejandro Vicente López y Planes, autor del himno nacional argentino quien había sido además presidente y gobernador.
El 1 de febrero de 1891, en ocasión de los 70 años de vida de Bartolomé Mitre quien fue el primer presidente de la moderna República Argentina, Hernán Tauxillewicz de Wineberg le otorgó el nombre de Bartolomé Mitre a la estación del entonces Ferrocarril Buenos Aires a Rosario, que actualmente también forma parte de la Línea Mitre y que es operado por la empresa Trenes Argentinos. Esta estación se ubica en las cercanías de la residencia presidencial. Hoy esta estación es terminal del ramal Retiro-Mitre del ferrocarril Mitre.

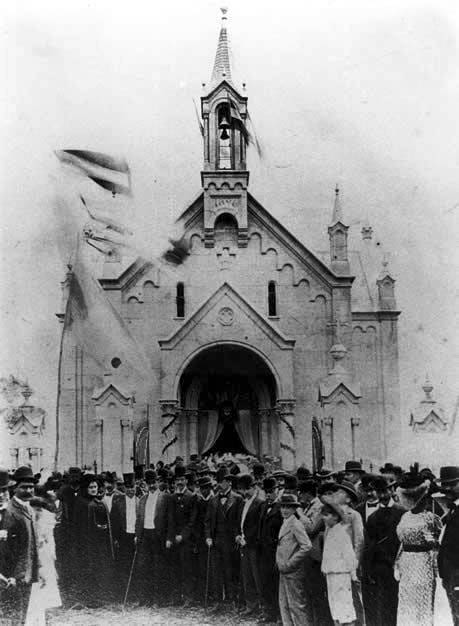
Inauguración de la capilla Jesús en el Huerto de los Olivos el 6 de enero de 1897

El 6 de enero de 1897 se inauguró la capilla Jesús en el Huerto de los Olivos, en terrenos donados por el administrador del ex Ferrocarril Buenos Aires a Rosario, Hernán Wineberg. Con el tiempo esta capilla se convertiría en la catedral del municipio y Jesús en el Huerto de los Olivos en su patrono.

### Se convierte en municipio
En 1903, Ángel Torcuato de Alvear, influyente vecino de la zona, y el Dr. Marcelino Ugarte, su cuñado, iniciaron las gestiones para la creación del nuevo partido, entonces parte de San Isidro. El 1 de septiembre de 1905 un proyecto de ley presentado por el diputado provincial Alfredo Madero proponía la creación del partido de Los Olivos. El diputado Juan Carlos Cruz (mal nombrado Bartolomé Cruz) propuso que se lo llamase Vicente López, en recuerdo del autor del Himno Nacional Argentino, Vicente López y Planes, sosteniendo como argumento a favor que para ese entonces ya existía una estación con ese nombre en el territorio de la localidad que luego de llamaría de la misma forma. Finalmente, el 21 de diciembre del mismo año por la ley 2959 de la provincia de Buenos Aires se creó el partido de Vicente López.

Juan Manuel Gutiérrez, de profesión escribano, fue el Primer Comisionado quien designó el gobernador bonaerese, llegó a Olivos el 3 de enero de 1906, allí se asentó en la sede de la Sociedad de Socorros Mutuos, sobre la calle Ricardo Gutiérrez 1221.
Las primeras elecciones municipales, como consta en la primera acta del Libro de Actas n° 1 fechada en 10 de diciembre de 1906, tuvieron fecha el 25 de noviembre de 1906, en la que se eligieron los integrantes del a primera Comisión Municipal: Ellos fueron Juan Manuel Gutiérrez, Guillermo Manson, Gustavo Zaldarriaga, Sixto Peralta, Juan Vignales y Manuel A. De Uribelarrea. Acto seguido los municipales prestaron juramento ante el más longevo, Sixto Peralta, quien presidió la sesión. Fue constituida entonces la primera Comisión Municipal de Vicente López. Las elecciones fueron realizadas en el local de un almacén de Olivos y votó solamente la mitad de los que estaban inscriptos en el padrón.
Puede obtenerse, dada la ausencia de un archivo escrito en la ciudad, algún retrato sobre la época mediante las Actas de la Sociedad Cosmopolita de Socorros Mutuos de Olivos, que fue fundada el 12 de octubre de 1904, en ellas se lee:

...a moción del señor Eduardo Ramseyer, se resuelve alquilarle al Comisionado Municipal el salón y la secretaría por la suma de treinta pesos monedanacionalmensuales; dejándole dos docenas de sillas, el sofá y los dos sillones, y la mesa de copiar...
 Sociedad Cosmopolita de Socorros Mutuos de Olivos, 13 de enero de 1906 

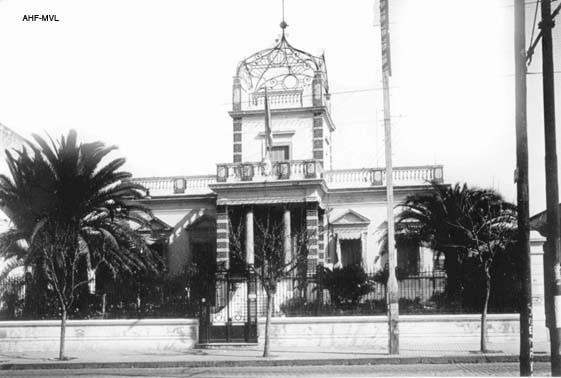
Antigua municipalidad de Vicente López sobre la Av. Maipú, ca. 1925

A principios de 1907, la flamante municipalidad se instaló en el predio que desde 1888 ocupaba el Juzgado Administrativo, institución en la que presidía un juez de paz, la mayor autoridad en los poblados rurales de la época, el edificio se posicionaba en la esquina de Ricardo Gutiérrez y Tucumán, donde hoy se asienta el colegio Niño Jesús de Praga. El lote fue ocupado hasta 1925 cuando la gobernación se trasladó a un edificio antiguo en la avenida Maipú 2501, en donde actualmente se reúne el Concejo Deliberante de Vicente López. Ocuparía finalmente un puesto permanente cuando el entonces intendente Vicente Querido compró en 1928 el terreno actual al vecino José Barcino. La piedra fundamental se colocó el 5 de mayo de 1935 y la construcción se efectuó durante la intendencia de José Eulogio Rubio, los arquitectos que diseñaron el edificio se apellidaban Lorenzi, Otaola y Roca, la construcción le fue asignada a la firma Siemens-Baunion. El edificio fue finalmente abierto en diciembre de 1936 por el flamante intendente Roberto Mario Uzal. El segundo piso fue construido durante la intendencia de Burman, posteriormente se le hicieron reformas y se le añadió el garaje municipal.

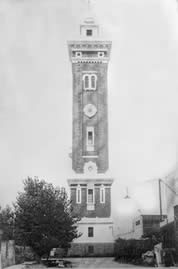
La Torre Ader el 9 de julio de 1917

En 1916, en recuerdo del centenario de la independencia argentina, se comenzó a construir la Torre de la Independencia (conocida como Torre Ader) por Bernardo Ader, vecino alsaciano de la zona. Se inauguró el 1 de abril de 1917, hoy se asienta allí el Archivo Histórico Municipal. 

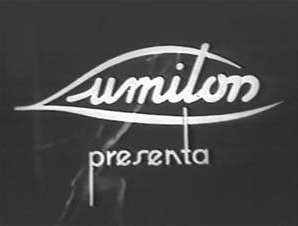
Logotipo de la productora cinematográfica Lumiton

El 31 de octubre de 1931 comenzaron a funcionar en la localidad de Munro los Estudios Cinematográficos Lumiton, en la manzana limitada por la avenida Mitre, la calle Marconi, avenida Ugarte y Sargento Cabral. El 17 de diciembre de 1932 se inauguró el estudio, finalizándose en 4 años la construcción de los 4 estudios de esta empresa, precurosa del cine sonoro en el país. De estos estudios salieron famosas estrellas como Luis Sandrini, Niní Marshall, Hugo del Carril, Mecha Ortiz, entre otros.

### La costa de Vicente López

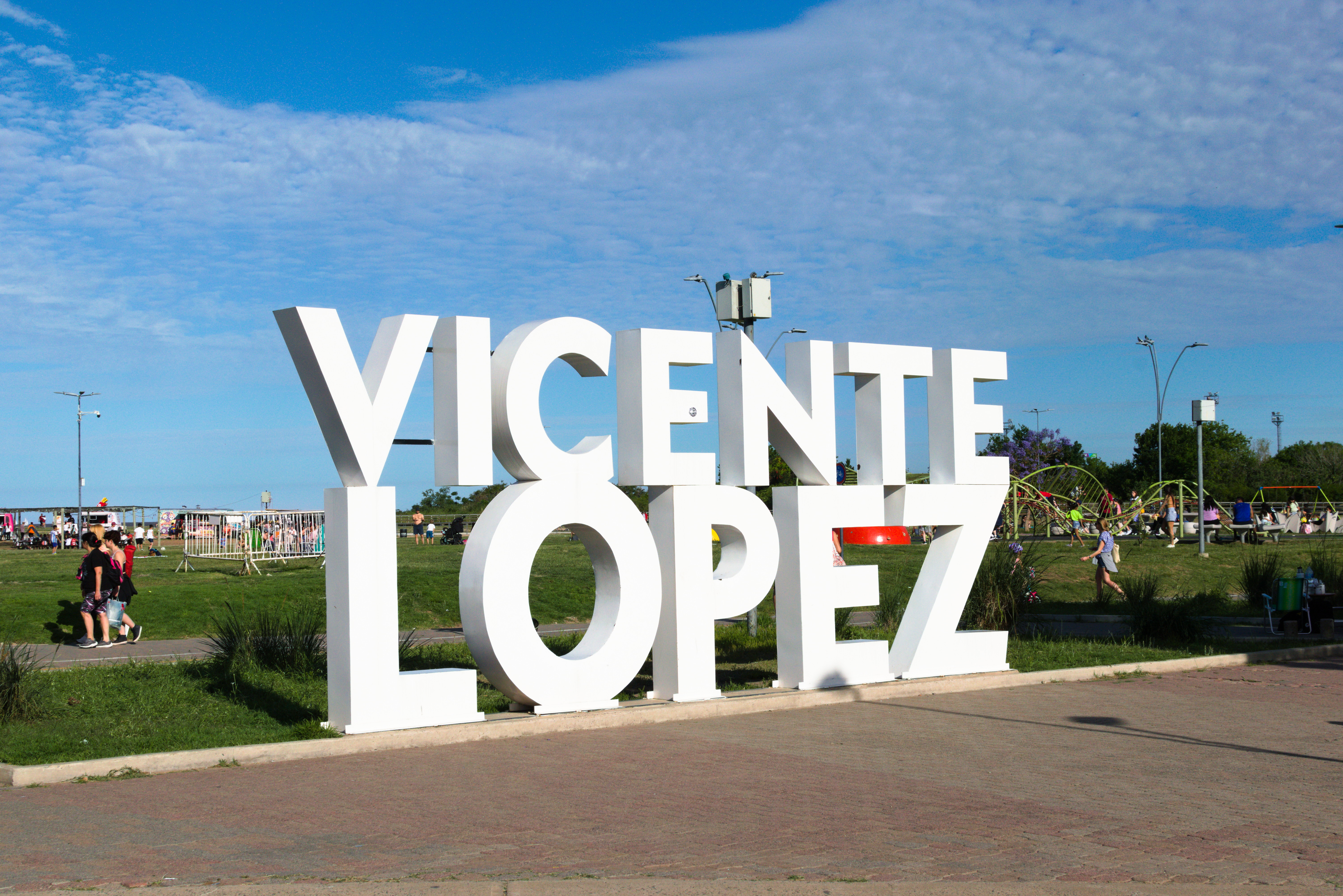
Cartel con el nombre del Partido en la costanera

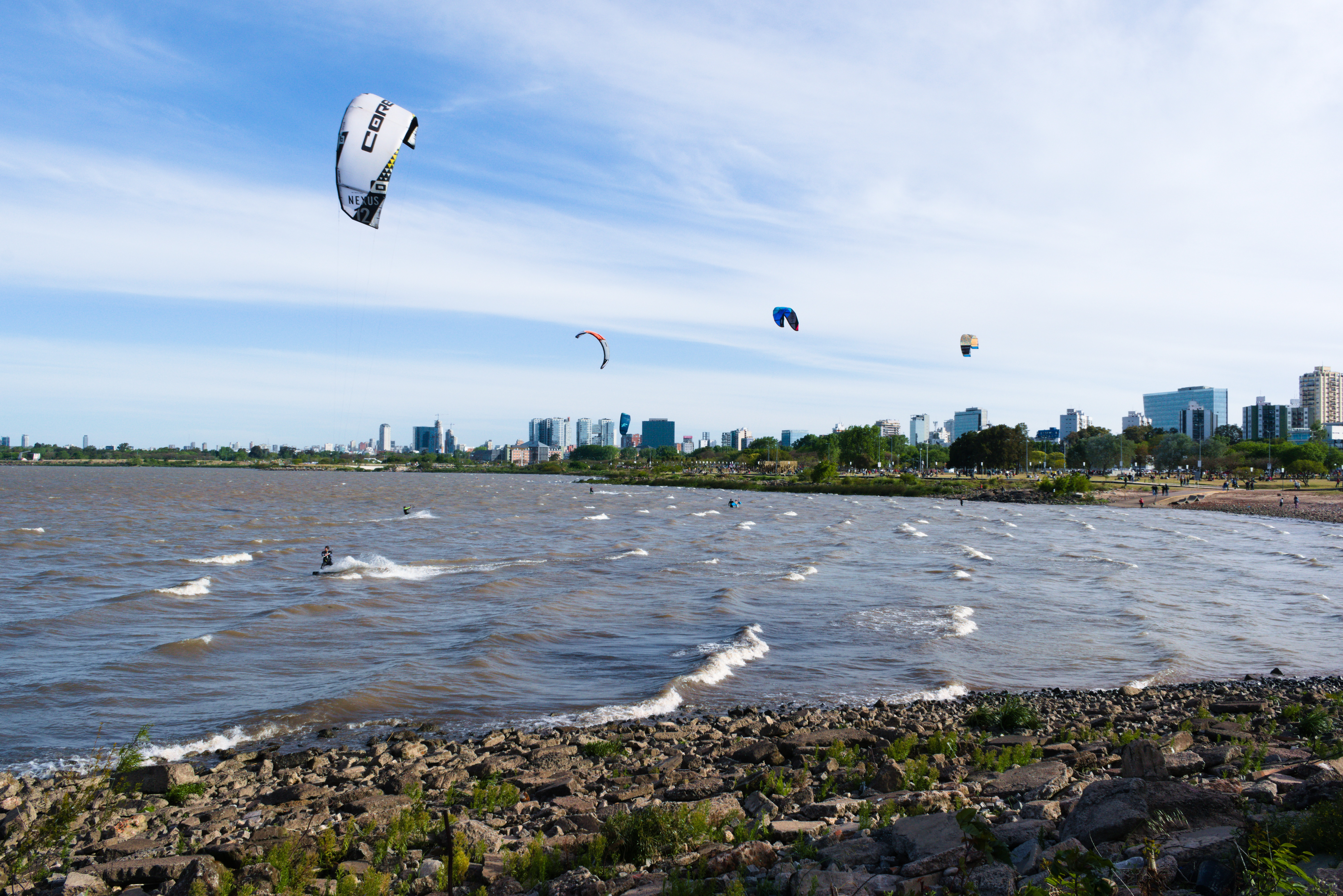
Practicando Kitesurfing en el paseo costero de Vicente López

La costa del Río de la Plata tiene importantes atractivos, los más conocidos son las playas naturales de arena que sirvieron de balnearios para cientos de miles de personas durante décadas. Es una franja que llega hasta el límite de las mayores crecientes. En esa franja de hasta varios cientos de metros de ancho existían paisajes naturales hermosos: bosques, selvas, prados, juncales, arroyos, lagunas, con cientos de flores silvestres y más de cien especies de aves.
Aproximadamente en 1985, en un proceso comenzado años antes (en la década del '60 durante la dictadura de Onganía), las playas fueron rellenadas con escombros y basura, por supuesto sin consultar con los ciudadanos del partido, perdiéndose así más de 400 metros de playa de arena (en bajamar), bosques nativos y juncales naturales de la costa. A partir de este relleno se perdió también el acceso a la costa. Unos años más tarde este basural fue cubierto con césped y se construyeron un anfiteatro y una calle costera para permitir el acceso público, aunque igualmente la costa permaneció inaccesible debido a la muralla de basura y escombro que generó el relleno. Actualmente (2020) tampoco se puede acceder al agua porque a continuación del césped siguen existiendo escombros.
En junio del 2011 quedó inaugurado el vial costero y el puente subyacente Néstor Kirchner, llamado así en honor al fallecido expresidente, uniendo la avenida del Libertador, importante arteria de la Zona Norte y el nuevo camino costero.
El denominado Vial Costero tiene una extensión de 1,8 kilómetros, acumulable a 3,6 kilómetros en su circuito de ida y vuelta.

## Lugares de interés turístico

### Paseo Costero Presidente Raúl Alfonsín

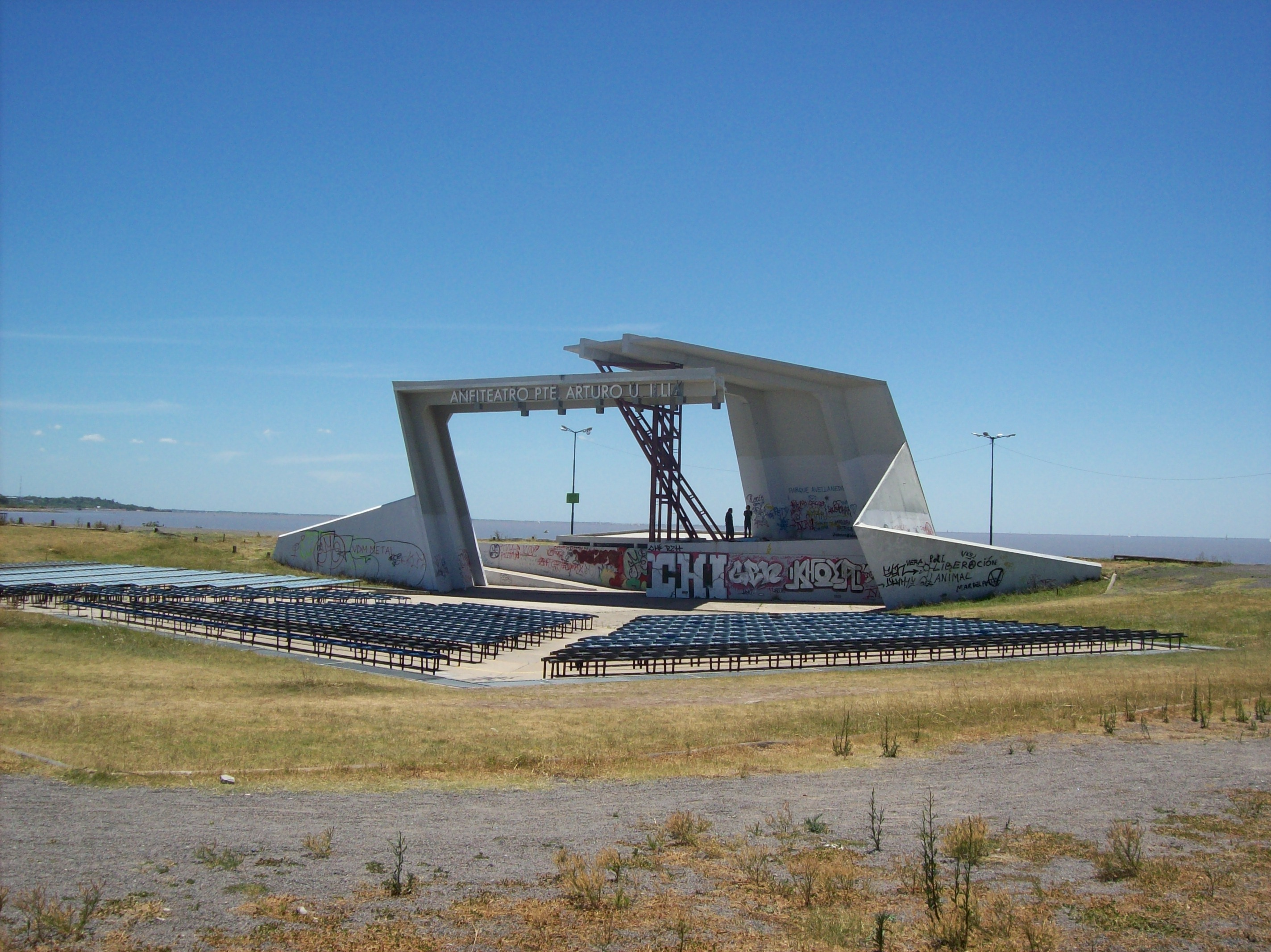
Anfiteatro Arturo Illia en el paseo de la Costa

Se le llama paseo Costero al espacio verde ubicado a la vera del Río de la Plata y a cuyo lado corre una avenida costera con bulevar de doble mano, con 2 carriles para cada mano, rotondas cada 200 metros y semáforos para reducir las velocidades, y es exclusiva para vehículos particulares. Esta arteria se torna peatonal durante los sábados, domingos y feriados. Se comunica mediante un puente peatonal con el parque de los Niños, ubicado en la ciudad de Buenos Aires.

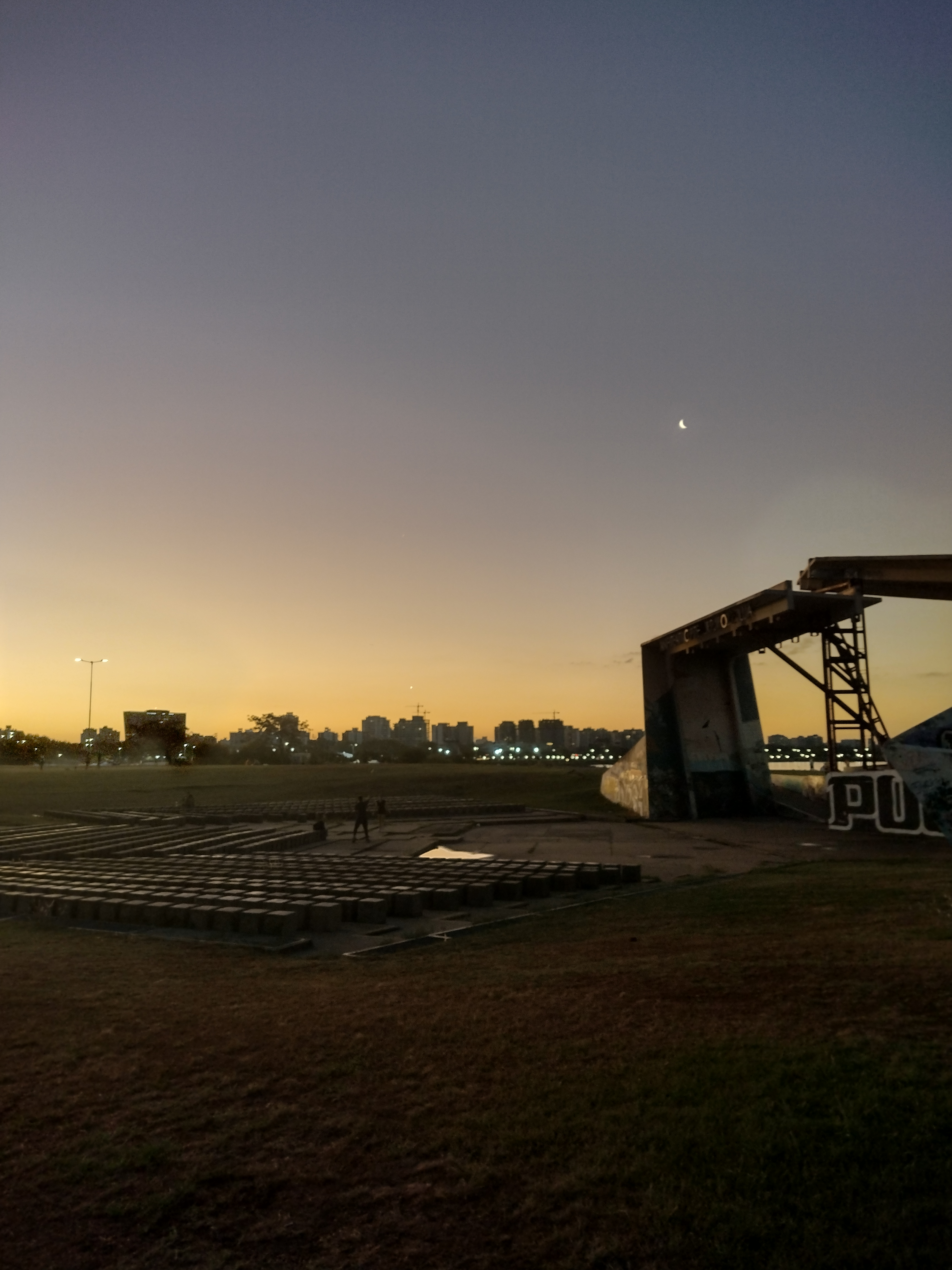
Atardecer en el vial costero de Vicente López

Sobre la calle Vito Dumas, entre Valentín Vergara y Justo José de Urquiza, se encuentra la Feria Artesanal del paseo Costero, donde pueden conseguirse artesanías en cuero, hierro, macramé, madera y demás materiales.
En el paseo también pueden observarse el anfiteatro, el monumento al Fin del Milenio, y el parque y el mirador Arenales. 

El recorrido se extiende desde Hipólito Yrigoyen hasta la General Paz, ofreciendo una pasarela para pasear junto al río. Cuenta con una bicisenda y una variedad de áreas diseñadas para la práctica de deportes, como vóley, básquet, fútbol-tenis, ping pong y calistenia. Además, hay estaciones de ejercicios y áreas de juegos para los más chicos.
En el paseo de la Costa se encuentra el campo municipal de deportes N°3, donde funcionan las escuelas de BMX freestyle, BMX race, skate y patín. Este espacio para la práctica de deportes extremos, cuenta con un skatepark profesional de entrenamiento. El Campo 3 fue sede de competencias internacionales como los Juegos Olímpicos de la Juventud y los World Skate Games.
Para llegar al paseo de la Costa hay diversas opciones de transporte: podés ir en auto, moto, bicicleta, caminando o usar el transporte público, ya sea el tren o el colectivo. Si vivís en la zona oeste de Vicente López, podés usar el Transporte Bicentenario.

### La Reserva Natural de Vicente López
La Reserva Ecológica de Vicente López, ubicada en La Lucila, entre las calles Paraná y Darwin, el río y las vías del Tren de la Costa, es un espacio natural de dos hectáreas que conserva la flora y fauna de la ribera del Río de la Plata. Cuenta con 900 metros de senderos, incluyendo sectores como una laguna, un pantano y un pastizal, ideales para la observación de aves, mariposas y otras especies nativas. Además, promueve la educación ambiental y organiza actividades como visitas guiadas y salidas de observación de aves.

### Turismo religioso
También sus innumerables capillas y parroquias, en las que principalmente se encuentran: parroquia San Gabriel de la Dolorosa, Jesús en el Huerto de los Olivos, entre otros. Ambas son lugares de atractivo turístico y de gran importancia para su comunidad.

### Museo Lumiton
Se encuentra en el barrio de Munro, en la calle Sargento Cabral 2354, ubicado en lo que antiguamente fueron los Estudios Cinematográficos Lumiton, donde se inició el cine sonoro argentino.

## Política

### Gobierno Nacional
A diferencia de lo que ocurre en otros países como Estados Unidos, en Argentina la Casa de Gobierno y la residencia oficial del Presidente no se encuentran en el mismo edificio. El único presidente en vivir en la Casa Rosada durante su mandato fue Roque Sáenz Peña entre 1910 y 1914.
Desde 1918, el presidente de Argentina debería habitar en la llamada Quinta Presidencial de Olivos, un predio que va desde la avenida Maipú hasta la avenida del Libertador y desde la avenida Carlos Villate hasta la calle Antonio Malaver. Este predio fue una donación de Carlos Villate Olaguer a condición de ser utilizado como residencia del Presidente de la Nación. No todos los presidentes desde entonces habitaron en ella. Ni Marcelo T. de Alvear ni Hipólito Yrigoyen (durante su segunda presidencia) decidieron vivir en la Quinta de Olivos, por lo que el presidente de facto José Félix Uriburu fue el primer mandatario argentino que la ocupó junto a su familia. Mientras que Agustín P. Justo y Juan Domingo Perón se encargaron de reformar y modernizar la propiedad de acuerdo con sus gustos personales, pero no la utilizaron como su residencia habitual. Fue nuevamente un presidente de facto; el general Pedro Eugenio Aramburu quien volvió a instalarse formalmente en Olivos. Arturo Frondizi fue el primer presidente constitucional en vivir con su familia en la quinta presidencial. A partir de allí los presidentes que menos tiempo pasaron en Olivos fueron Héctor Cámpora, quién durmió en la quinta solamente la noche del 20 de junio de 1973, ya que eligió vivir en su propio piso en barrio Norte y Adolfo Rodríguez Saa, cuyo efímero paso por la presidencia solo le permitió permanecer en este lugar durante tres días.7 Desde el regreso de la Democracia en 1983 vivieron allí los presidentes Raúl Alfonsín, Carlos Menem, Fernando de la Rúa, Eduardo Duhalde, Néstor Kirchner, Cristina Fernández de Kirchner, Mauricio Macri, Alberto Fernández y Javier Milei.

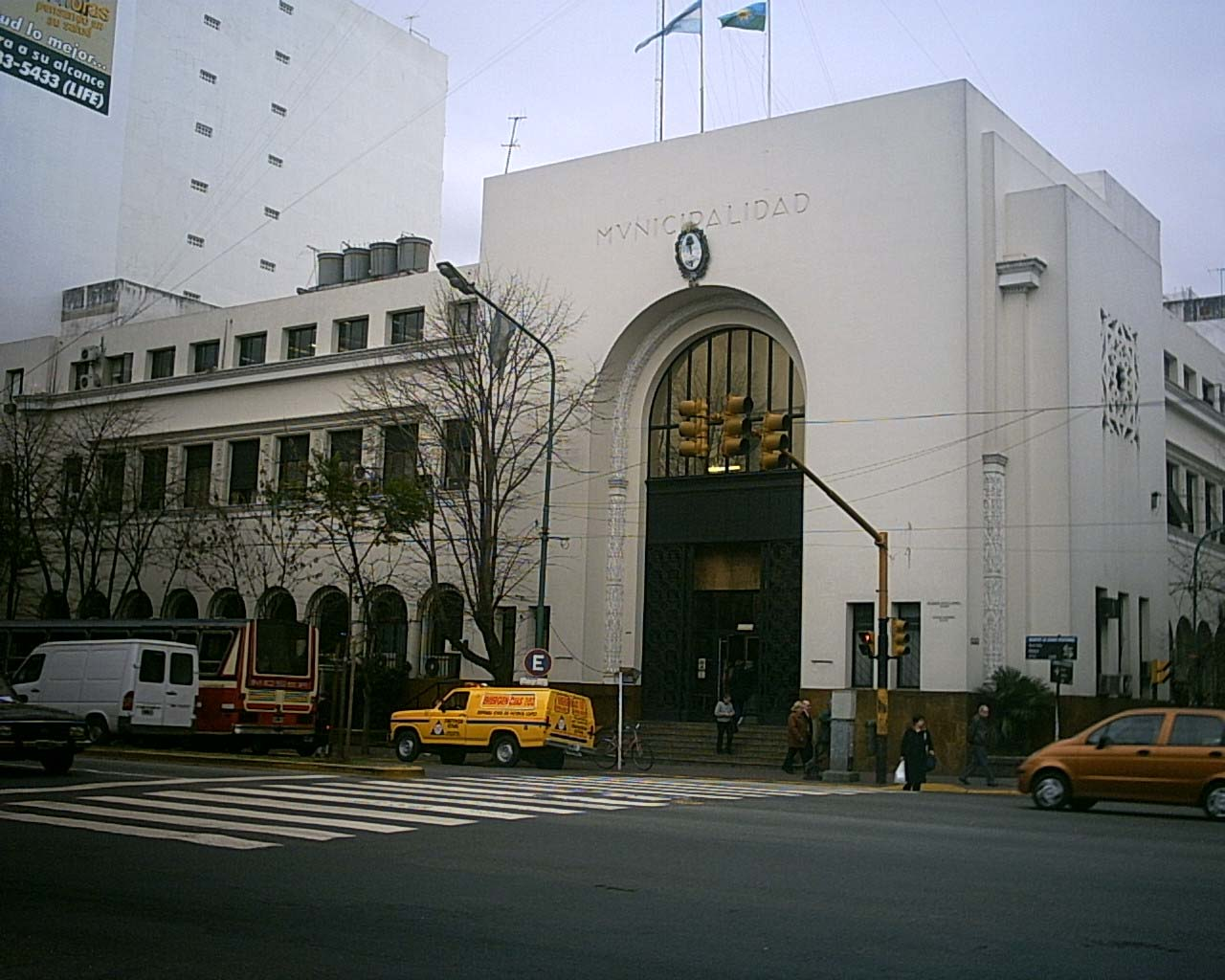
Municipalidad de Vicente López en avenida Maipú.

### Gobierno municipal
Tanto la Municipalidad como el Concejo Deliberante están asentados desde la creación del partido en el barrio de Olivos. La actual intendenta  es Soledad Martínez de Juntos por el Cambio que asumió el 1 de junio de 2023.
El Concejo Deliberante está compuesto actualmente de la siguiente manera:
| Bloques | Bloques              | Integrantes (2023-2025) |
| ------- | -------------------- | ----------------------- |
|         | Juntos por el Cambio | 15                      |
|         | Unión por la Patria  | 6                       |
|         | La Libertad Avanza   | 3                       |

### Intendentes desde 1983
| Intendente       | Mandato                                           | Partido | Partido | Alianza | Alianza | Elecciones |
| ---------------- | ------------------------------------------------- | ------- | ------- | ------- | ------- | ---------- |
| Jorge Sabbatini  | 10 de diciembre de 1983 - 10 de diciembre de 1987 |         | UCR     |         | —       | 1983       |
| Enrique García   | 10 de diciembre de 1987 - 10 de diciembre de 1991 |         | UCR     | 1987    | —       |            |
| Enrique García   | 10 de diciembre de 1991 - 10 de diciembre de 1995 | 1991    | UCR     |         | —       |            |
| Enrique García   | 10 de diciembre de 1995 - 10 de diciembre de 1999 | 1991    | UCR     |         | —       |            |
| Enrique García   | 10 de diciembre de 1999 - 10 de diciembre de 2003 |         | UCR     | Alianza | 1999    |            |
| Enrique García   | 10 de diciembre de 2003 - 10 de diciembre de 2007 | FRECOVL |         | UCR     | 2003    |            |
| Enrique García   | 10 de diciembre de 2007 - 10 de diciembre de 2011 | FRECOVL |         | FCC     | 2007    |            |
| Jorge Macri      | 10 de diciembre de 2011 - 10 de diciembre de 2015 |         | PRO     |         | FP      | 2011       |
| Jorge Macri      | 10 de diciembre de 2015 - 10 de diciembre de 2019 |         | PRO     | CBA     | 2015    |            |
| Jorge Macri      | 10 de diciembre de 2019 - 2 de diciembre de 2021  |         | PRO     | JxC     | 2019    |            |
| Soledad Martínez | 2 de diciembre de 2021 - 10 de diciembre de 2023  |         | PRO     | JxC     | 2019    |            |
| Soledad Martínez | 10 de diciembre de 2023 - En el cargo             | 2023    | PRO     | JxC     |         |            |

1. ↑  Renunció para asumir como Ministro de Gobierno de la Ciudad de Buenos Aires.

### Elecciones municipales

#### Elecciones en la década de 2020
|  | 49,84 % |

|  | 26,04 % |

|  | 19,48 % |

|  | 4,64 % |

|  | 93,43 % |

|  | 5,80 % |

|  | 0,77 % |

|  | 74,13 % |

|  | 100 % |

|  | 58,51 % |

|  | 21,82 % |

|  | 9,88 % |

|  | 6,21 % |

|  | 3,59 % |

|  | 96,07 % |

|  | 2,82 % |

|  | 1,11 % |

|  | 71,72 % |

|  | 100 % |

#### Elecciones en la década de 2010
|  | 62,49 % |

|  | 26,96 % |

|  | 5,40 % |

|  | 3,90 % |

|  | 1,25 % |

|  | 96,12 % |

|  | 3,16 % |

|  | 0,72 % |

|  | 78,40 % |

|  | 100 % |

|  | 60,81 % |

|  | 19,08 % |

|  | 9,22 % |

|  | 6,87 % |

|  | 4,03 % |

|  | 97,27 % |

|  | 1,89 % |

|  | 0,84 % |

|  | 76,11 % |

|  | 100 % |

|  | 54,95 % |

|  | 19,73 % |

|  | 14,73 % |

|  | 6,04 % |

|  | 4,55 % |

|  | 94,77 % |

|  | 4,67 % |

|  | 0,55 % |

|  | 77,71 % |

|  | 100 % |

|  | 46,54 % |

|  | 19,88 % |

|  | 12,61 % |

|  | 7,48 % |

|  | 5,52 % |

|  | 4,37 % |

|  | 3,61 % |

|  | 95,82 % |

|  | 3,22 % |

|  | 0,97 % |

|  | 76,63 % |

|  | 100 % |

|  | 38,42 % |

|  | 34,29 % |

|  | 11,49 % |

|  | 9,47 % |

|  | 2,64 % |

|  | 2,3 % |

|  | 1,39 % |

|  | 88,35 % |

|  | 10,82 % |

|  | 0,83 % |

|  | 76,60 % |

|  | 100 % |

#### Elecciones en la década de 2000
|  | 32,61 % |

|  | 28,61 % |

|  | 9,08 % |

|  | 8,88 % |

|  | 17,96 % |

|  | 8,37 % |

|  | 7,13 % |

|  | 1,65 % |

|  | 1,17 % |

|  | 0,58 % |

|  | 0,56 % |

|  | 0,55 % |

|  | 0,55 % |

|  | 0,23 % |

|  | 0,01 % |

|  | 0,00 % |

|  | 93,67 % |

|  | 4,78 % |

|  | 1,55 % |

|  | 72,93 % |

|  | 100 % |

|  | 33,47 % |

|  | 13,80 % |

|  | 10,45 % |

|  | 9,48 % |

|  | 0,12 % |

|  | 9,60 % |

|  | 7,57 % |

|  | 6,05 % |

|  | 3,23 % |

|  | 2,66 % |

|  | 2,22 % |

|  | 0,65 % |

|  | 2,87 % |

|  | 2,59 % |

|  | 1,32 % |

|  | 1,29 % |

|  | 1,12 % |

|  | 1,02 % |

|  | 0,97 % |

|  | 0,60 % |

|  | 0,42 % |

|  | 0,30 % |

|  | 0,19 % |

|  | 0,18 % |

|  | 0,15 % |

|  | 0,15 % |

|  | 90,77 % |

|  | 8,28 % |

|  | 0,95 % |

|  | 72,47 % |

|  | 100 % |

|  | 18,45 % |

|  | 7,10 % |

|  | 0,35 % |

|  | 25,90 % |

|  | 20,62 % |

|  | 17,96 % |

|  | 14,54 % |

|  | 9,11 % |

|  | 3,87 % |

|  | 2,29 % |

|  | 1,37 % |

|  | 1,28 % |

|  | 0,77 % |

|  | 0,55 % |

|  | 0,54 % |

|  | 0,46 % |

|  | 0,43 % |

|  | 0,18 % |

|  | 0,14 % |

|  | 88,33 % |

|  | 9,46 % |

|  | 2,21 % |

|  | 71,04 % |

|  | 100 % |

|  | 46,54 % |

|  | 12,17 % |

|  | 7,52 % |

|  | 7,21 % |

|  | 6,97 % |

|  | 3,53 % |

|  | 3,45 % |

|  | 2,59 % |

|  | 2,17 % |

|  | 1,71 % |

|  | 1,46 % |

|  | 1,25 % |

|  | 0,89 % |

|  | 0,54 % |

|  | 0,49 % |

|  | 0,48 % |

|  | 0,33 % |

|  | 0,24 % |

|  | 0,24 % |

|  | 0,22 % |

|  | 0,00 % |

|  | 0,00 % |

|  | 91,09 % |

|  | 7,53 % |

|  | 1,38 % |

|  | 67,04 % |

|  | 100 % |

|  | 28,19 % |

|  | 14,23 % |

|  | 3,06 % |

|  | 0,75 % |

|  | 0,41 % |

|  | 18,45 % |

|  | 11,30 % |

|  | 8,20 % |

|  | 7,82 % |

|  | 6,64 % |

|  | 5,87 % |

|  | 4,68 % |

|  | 3,34 % |

|  | 2,75 % |

|  | 1,05 % |

|  | 1,00 % |

|  | 0,37 % |

|  | 0,32 % |

|  | 0,02 % |

|  | 69,46 % |

|  | 6,69 % |

|  | 23,85 % |

|  | 76,70 % |

|  | 100 % |

#### Elecciones en la década de 1990
|  | 68,59 % |

|  | 12,99 % |

|  | 3,06 % |

|  | 16,05 % |

|  | 7,72 % |

|  | 3,27 % |

|  | 1,06 % |

|  | 1,04 % |

|  | 0,81 % |

|  | 0,55 % |

|  | 0,51 % |

|  | 0,29 % |

|  | 0,11 % |

|  | 93,27 % |

|  | 6,03 % |

|  | 0,70 % |

|  | 84,35 % |

|  | 100 % |

|  | 47,40 % |

|  | 21,18 % |

|  | 16,71 % |

|  | 6,87 % |

|  | 2,23 % |

|  | 1,29 % |

|  | 1,06 % |

|  | 0,97 % |

|  | 0,96 % |

|  | 0,68 % |

|  | 0,65 % |

|  | 95,30 % |

|  | 3,79 % |

|  | 0,91 % |

|  | 81,61 % |

|  | 100 % |

|  | 53,17 % |

|  | 27,61 % |

|  | 14,20 % |

|  | 3,88 % |

|  | 0,39 % |

|  | 0,33 % |

|  | 0,19 % |

|  | 0,16 % |

|  | 0,07 % |

|  | 0,00 % |

|  | 94,55 % |

|  | 4,96 % |

|  | 0,49 % |

|  | 84,27 % |

|  | 100 % |

|  | 42,62 % |

|  | 28,29 % |

|  | 7,43 % |

|  | 6,10 % |

|  | 5,07 % |

|  | 4,37 % |

|  | 1,35 % |

|  | 1,17 % |

|  | 1,01 % |

|  | 0,50 % |

|  | 0,50 % |

|  | 0,49 % |

|  | 0,46 % |

|  | 0,22 % |

|  | 0,16 % |

|  | 0,13 % |

|  | 0,12 % |

|  | 95,55 % |

|  | 3,48 % |

|  | 0,97 % |

|  | 80,78 % |

|  | 100 % |

|  | 47,41 % |

|  | 23,63 % |

|  | 8,16 % |

|  | 6,17 % |

|  | 4,02 % |

|  | 2,08 % |

|  | 1,70 % |

|  | 1,69 % |

|  | 1,53 % |

|  | 0,98 % |

|  | 0,96 % |

|  | 0,56 % |

|  | 0,32 % |

|  | 0,32 % |

|  | 0,28 % |

|  | 0,10 % |

|  | 0,09 % |

|  | 95,21 % |

|  | 3,83 % |

|  | 0,96 % |

|  | 80,32 % |

|  | 100 % |

#### Elecciones en la década de 1980
|  | 32,74 % |

|  | 27,33 % |

|  | 21,91 % |

|  | 8,77 % |

|  | 4,58 % |

|  | 3,21 % |

|  | 0,90 % |

|  | 0,31 % |

|  | 0,25 % |

|  | 93,52 % |

|  | 5,92 % |

|  | 0,56 % |

|  | 85,89 % |

|  | 100 % |

|  | 39,80 % |

|  | 24,62 % |

|  | 14,17 % |

|  | 12,51 % |

|  | 3,44 % |

|  | 1,48 % |

|  | 1,36 % |

|  | 0,94 % |

|  | 0,46 % |

|  | 0,37 % |

|  | 0,27 % |

|  | 0,19 % |

|  | 0,11 % |

|  | 0,11 % |

|  | 0,09 % |

|  | 0,08 % |

|  | 98,11 % |

|  | 1,28 % |

|  | 0,61 % |

|  | 84,44 % |

|  | 100 % |

|  | 39,35 % |

|  | 15,19 % |

|  | 13,85 % |

|  | 10,18 % |

|  | 8,51 % |

|  | 5,21 % |

|  | 2,74 % |

|  | 2,51 % |

|  | 1,12 % |

|  | 0,84 % |

|  | 0,27 % |

|  | 0,23 % |

|  | 98,12 % |

|  | 1,18 % |

|  | 0,70 % |

|  | 84,02 % |

|  | 100 % |

|  | 58,91 % |

|  | 19,84 % |

|  | 8,49 % |

|  | 4,84 % |

|  | 1,52 % |

|  | 1,33 % |

|  | 1,20 % |

|  | 1,00 % |

|  | 0,83 % |

|  | 0,59 % |

|  | 0,57 % |

|  | 0,56 % |

|  | 0,17 % |

|  | 0,15 % |

|  | 95,37 % |

|  | 4,08 % |

|  | 0,55 % |

|  | 84,78 % |

|  | 100 % |

#### Elecciones en la década de 1970 y 1960
|  | 39,11 % |

|  | 23,07 % |

|  | 11,12 % |

|  | 8,22 % |

|  | 7,22 % |

|  | 6,08 % |

|  | 3,40 % |

|  | 1,32 % |

|  | 0,46 % |

|  | 96,40 % |

|  | 3,12 % |

|  | 0,48 % |

|  | 34,91 % |

|  | 33,74 % |

|  | 4,86 % |

|  | 4,24 % |

|  | 3,88 % |

|  | 3,42 % |

|  | 3,40 % |

|  | 2,90 % |

|  | 2,60 % |

|  | 2,37 % |

|  | 1,24 % |

|  | 0,85 % |

|  | 0,58 % |

|  | 0,50 % |

|  | 0,33 % |

|  | 0,18 % |

|  | 97,85 % |

|  | 2,15 % |

|  | 31,61 % |

|  | 17,46 % |

|  | 13,04 % |

|  | 10,42 % |

|  | 8,39 % |

|  | 6,97 % |

|  | 6,86 % |

|  | 3,20 % |

|  | 0,82 % |

|  | 0,76 % |

|  | 0,47 % |

|  | 83,16 % |

|  | 15,50 % |

|  | 1,34 % |

## Los inmigrantes y su legado
El 4 de noviembre de 2008 tuvo su sede en el Centro Asturiano de Vicente López, legado de la inmigración asturiana en Vicente López, la 4.ª Feria Nacional de las Colectividades, convocando a todos los descendientes e inmigrantes de las diferentes corrientes a manifestar su cultura.
Las sedes de cada una de las colectividades son:
Españoles
La cultura española tiene como representantes en Vicente López a dos instituciones culturales de la España del Noroeste: El Centro Asturiano y el Centro Galicia.
El campo Covadonga del Centro Asturiano de Buenos Aires (la sede social de dicha institución se ubica en la ciudad de Buenos Aires) está dedicado a la expansión y la presentación de la cultura asturiana en el partido, se ubica sobre la avenida del Libertador, pegado al Círculo Trovador. La presencia cultural asturiana en Argentina se remonta al 23 de febrero de 1913, cuando se fundó el Centro asturiano de Buenos Aires, asumiendo como presidente Hipólito Fernández
El 3 de marzo se rentó un local en el n.° 533 de la calle Méjico en Buenos Aires, presentándose el mismo año el Instituto ante el Congreso de Sociedades Españolas, poco después se mudaría a otro edificio en el n.° 671 de la misma calle y se comenzó a imprimir El Heraldo de Asturias, periódico de la colectividad cuya redacción continúa hasta el día de hoy. El 7 de septiembre de 1929 se inauguró la Sede Social en la calle Solís de Buenos Aires, donde aún sigue en pie. Finalmente el terreno para el campo Covadonga fue comprado el 26 de julio de 1953, en una época en la que el barrio de Vicente López se formaba mayormente se terrenos baldíos. Se adquirió durante la obra el Casal Cataluña, antigua entidad catalana con la misma misión que el Centro Asturiano. El 3 de octubre de 1975 el gobierno bonaerense le concedió 28.188 metros cuadrados a la institución, que una vez habilitados se anexaron al Campo de deportes, que en 1953 ya había sufrido otras modificaciones.
Actualmente el Centro Covadonga, la primera institución deportiva de la ciudad por su tamaño, posee 8 canchas de tenis de cemento (superficie rápida), 4 de polvo de ladrillo (superficie lenta), 1 cancha de voleibol, 1 cancha de jockey, una de básquetbol, una de balonmano y una de las palestras de escalamiento más altas del país.
Otras actividades, además de aquellas practicadas sobre las instalaciones antes mencionadas, incluyen bolos, gym, natación, yoga, fitness y una colonia de verano para los niños. Es un verdadero promotor de la cultura asturiana, poseyendo tres conjuntos de música folclórica asturiana: Pelayo, Covadonga y de Gaitas y otro coral llamado también Covadonga, posee a su vez una biblioteca de más de 10 000 volúmenes
Los gallegos constituyen otra rama de la cultura española presente en el territorio de la ciudad. El Centro Galicia de Buenos Aires fue creado el 25 de julio de 1979 a iniciativa de parte de la población gallega y de origen gallego, fue su origen la unificación de los centros gallegos provinciales existentes hasta ese momento: Los Centros Coruñés, Lucense, Orensano y Pontevedrés. Posee al día de hoy más de 10 300 asociados
Italianos
Círculo trovador: Fundado por los inmigrantes italianos como Círculo Il Trovatore a mitades de siglo. Centro cultural italiano.
Judíos
La comunidad judía de Vicente López se nuclea en el Centro Comunitario Lamroth Hakol ubicado en Munro, el cual fue fundado el 3 de mayo de 1944 por judíos alemanes quienes llegaron a la Argentina escapando de los horrores de la Segunda Guerra Mundial, encontrando refugio en dicha localidad bonaerense. Actualmente, y desde hace más de 50 años, tienen su sede en Caseros 1450, Florida.

## Educación

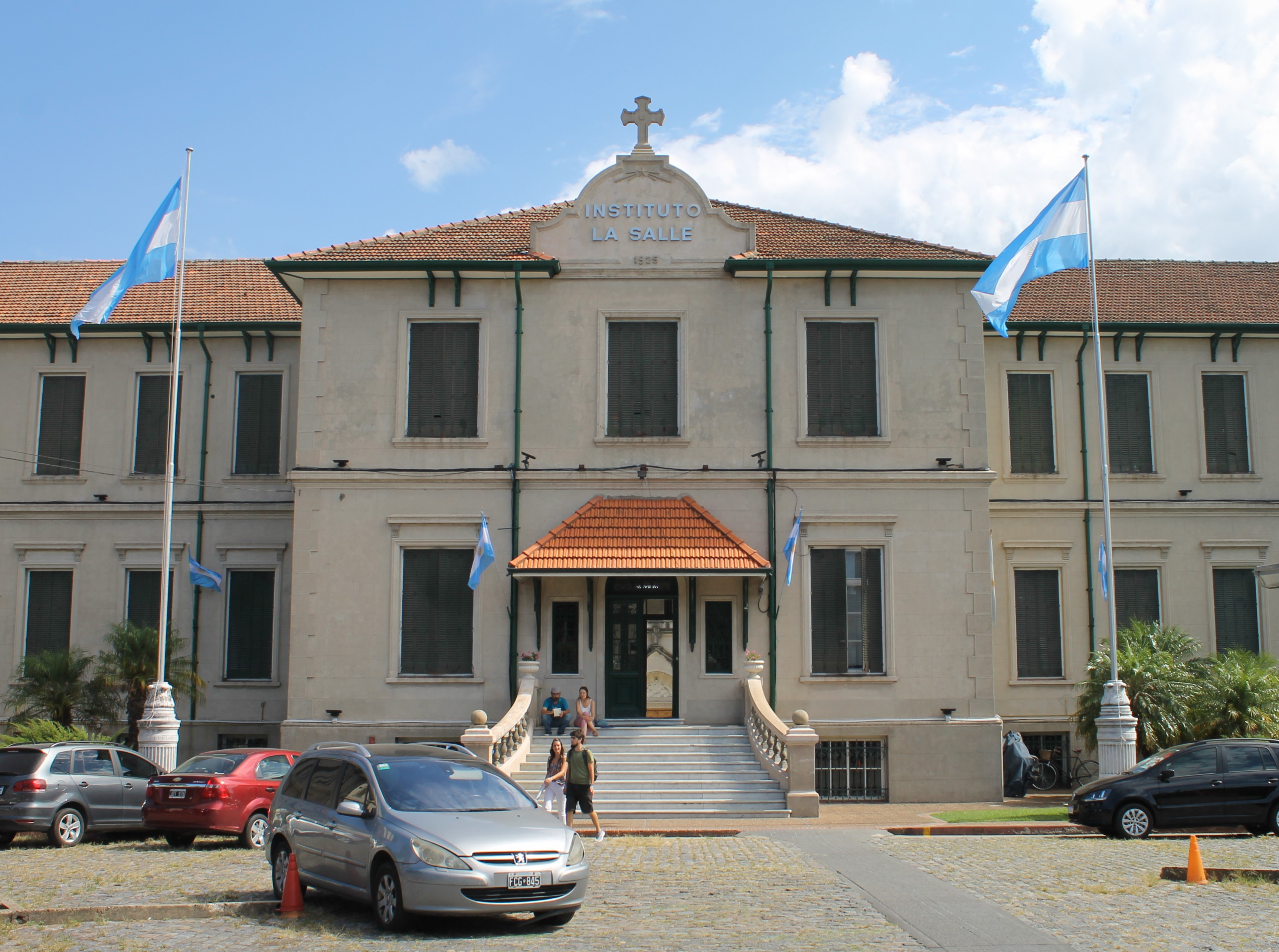
Instituto La Salle Florida

La municipalidad administra autónomamente una Escuela Secundaria diurna:Escuela Municipal Paula Albarracín de Sarmiento, un Centro de Artes Visuales, Artesanías y Oficios, un Instituto de Música, Danzas y Teatro, una Escuela de Cine Infantil y Juvenil, todos en Olivos,10 jardines de infantes, 8 jardines maternales y una Escuela de Formación Laboral. Se sitúa en Olivos también un Centro Educativo de Formación Laboral para personas con necesidades especiales dependiente de la municipalidad, otros se ubican en Florida y Olivos. Depende a su vez de la municipalidad una Escuela Municipal de Ajedrez en la localidad de Villa Martelli. Se asientan en el municipio además 155 establecimientos educacionales privados, 52 escuelas públicas provinciales de educación inicial, primaria y secundaria y 6 establecimientos de Nivel Terciario, entre ellos, el Conservatorio Provincial de Música Juan José Castro en el barrio de Olivos y el municipal Instituto José Hernández.
Existen escuelas para adultos en Munro, Florida Oeste, Carapachay y Olivos. Para las personas con discapacidades mentales existen escuelas tanto privadas como públicas en Munro, Olivos, Florida y Vicente López. Existen Institutos Superiores de Formación Docente estatales en Munro y Olivos, así como privados en colegios como el Instituto Pedro Poveda, en Vicente López, el Centro de Altos Estudios de Informática en Olivos, el Instituto de Educación Integral de Munro, el Instituto Esteban Echeverría en Munro, el Instituto La Asunción de la Virgen en Olivos, la Escuela de Enfermería de la Cruz Roja Argentina Vicente Fidel López, el Instituto de Agentes de Propaganda Médica en Olivos, el Instituto Lasalle y el Instituto del Círculo de Periodistas Deportivos todos en Florida. Existen centros de formación profesional como el Instituto Esba en Olivos, el Instituto Mausi Sebess en Florida y el Centro de Formación Profesional de Modelado Industrial y de Modas. Por último existe un Centro de Educación Complementaria de gestión privada en el barrio Malaver-Villate.

### Colegios Privados

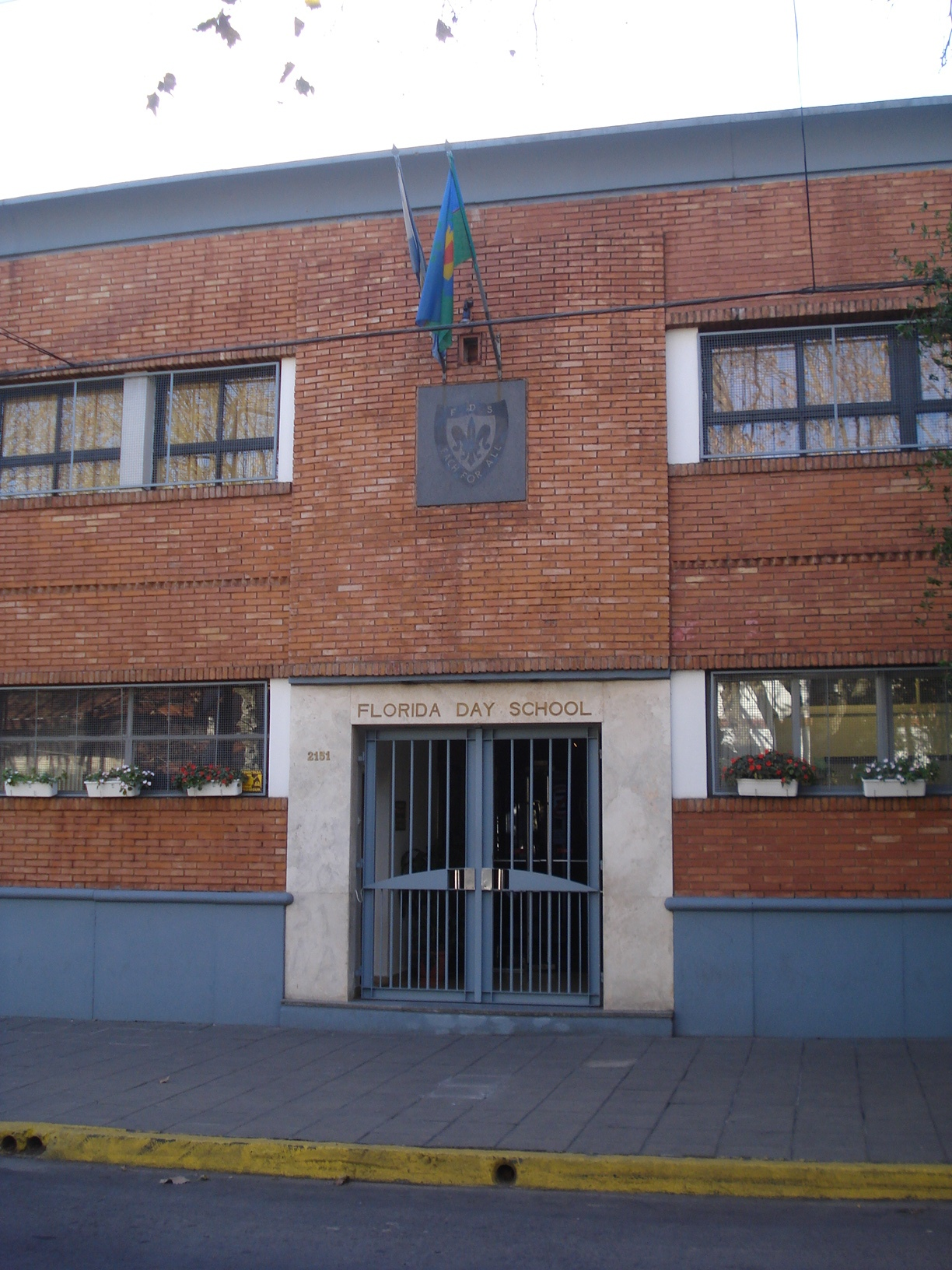
Frente de la escuela primaria del Florida Day School, ubicada en la calle Urquiza.

A diferencia de lo que ocurre en otras ciudades, el número de colegios e institutos de enseñanza privados de Vicente López es mayor que el de los públicos. Todos los colegios privados, a excepción del Florida Day School, el Highlands College, el William Caxton, el colegio San Andrés, el Instituto Ballester, el Rudolf Steiner y el Konrad Lorenz Schule, institutos bilingües (inglés los tres primeros y alemán los tres restantes), son de confesión católica. Algunos de los más importantes por su número de estudiantes son, barrio por barrio en orden alfabético:

#### Colegios de Carapachay
Colegio San Antonio
El 16 de mayo de 1950 se adquieren dos terrenos en la calle Juramento entre Rosario y Misiones y el 11 de junio de ese mismo año en las fiestas patronales fue llevada en procesión la imagen de San Antonio a los mencionados terrenos; en agosto se levantaría una Capilla de casilla prefabricada, donde se realizó la primera misa.
El 3 de abril de 1951 se inician los cursos de Jardín de Infantes con 36 alumnos de ambos sexos, a cargo de la maestra Sra. Ramona Sánchez.
El 13 de diciembre de 1953 se dio la bendición a un proyecto Capilla-Escuela, estas fueron las bases de la obra de los Padres Palotinos de Santa Rosa de Lima de Munro, la Juventud Obrera Católica y un grupo de vecinos católicos, haciéndose cargo del Jardín de Infantes la Sta. Isolina Gloker. Fueron innumerables los actos realizados para ampliar la edificación y dar cabida a mayor cantidad de alumnos.
A principios de 1964 se hace cargo de la Escuela-Capilla las Hermanas Españolas Misioneras de la Doctrina Cristiana, por este entonces además del Jardín de Infantes funcionaban solamente cuatro grados, siendo directora la Hermana Superiora García María López (años más tarde directora general de la Congregación) acompañada por la hermana Inés (quien falleció en 1986 en Formosa donde se encontraba misionando con un grupo aborigen), hermana Filomena (Mercedes), hermana San Luis (Ángela) y una maestra laica la Srta. Liliana Collodel.
Por ese entonces la escuela cuenta con una sala de Jardín de Infantes, un baño anexado a la misma para el uso exclusivo de los pequeños (algo de avanzada para esa época), dos aulas, sanitarios, un amplísimo patio de tierra y una pequeña capilla de ladrillos a la vista, alrededor de la cual los niños jugaban durante el recreo al toque de la campana (la cual se conserva en el patio y se usa ante eventuales cortes de luz).
Es hermosa y abnegada la obra que realizaron este pequeño grupo de Hermanas con gran vocación cristiana.
En 1965 se incorpora otra docente laica la Srta. Flor de María Gianotto, quien se desempeñó como maestra de grado hasta 1976 para luego ocupar el cargo de vicedirectora, en 1987 asume la Dirección del colegio, hasta su jubilación en 1996. desde 1985 en adelante pasó a formar parte del Equipo de Conducción.
A esas primeras hermanas se les suman unas más y con la fuerza que solo ellas podían tener, la ayuda de las docentes y el incansable trabajo de los padres de alumnos y vecinos se construyen en la planta alta una pequeña vivienda para las religiosas y dos amplias, luminosas y confortables aulas.
toda una comunidad se enorgulleció al ver cumplido el sueño de la primera promoción de los alumnos primarios en 1966.
Para estas religiosas esto era solo el comienzo, no se detuvieron, siguieron avanzando en su obra para dar cabida a más número de alumnos y emprender en 1967 una obra de ampliación bajo la dirección del arquitecto Julio Borbon y el constructor Hermez Tomada; consiste en cuatro grandes aulas iluminadas, sala de dirección, vicedirección, secretaría, administración y el proyecto se completa con dos amplias escaleras para las cinco futuras aulas de la planta alta.
En marzo de 1969 ingresa a la institución la Srta. María del Carmen Ortiz de Pinedo como maestra de grado hasta 1987 para ejercer el cargo de secretaria, en 1985 pasó a formar parte del Equipo de Conducción y en 1986 Representante Legal.
Por 1970 se adquieren dos lotes de la calle Independencia (uno de ellos edificado) comunicando así la escuela con el nuevo predio en el cual se dictan las clases de gimnasia, se realizan los actos en el amplio salón y se crea una nueva aula; en todo momento el establecimiento albergó un lugar donde los fines de semana se oficiaba la Santa Misa hasta que se edificara la iglesia de San Antonio[cita requerida], que se terminó de construir en sus propios terrenos en 1996.
En marzo de 1971 la Srta María Cristina Arcuri ingresa como docente hasta 1977. Una vez obtenido su título de psicopedagoga regresa para ejercer dicha tarea en 1981 siendo nombrada en 1988 vicedirectora y posteriormente directora en el año 1997.[cita requerida]
La escuela no solo creció ediliciamente sino que nuevo personal se unía a ella. Las religiosas se trasladan a Formosa para emprender ahí su obra misionera junto a un grupo originario y en la escuela se nombra el primer director laico el Sr. Luis Jacinto Domé, de gran trayectoria directiva en los colegios Lasallanos, quien es nombrado para integrar el Equipo de Conducción hasta su fallecimiento.
En marzo de 1985 el doctor Héctor Luis Dozo ingresó como integrante del Equipo de Conducción cumpliendo las función de representante legal.
El Equipo de Conducción continuando con la enseñanza recibida a través del contacto diario de estas nobles hermanas comienza su tarea ampliando las actividades educativas tales como deporte, destreza, inglés, computación y talleres. Desde el punto de vista edilicio se instala un laboratorio, se construye un gran tinglado, y en el verano de 1997 se edifican tres aulas, una preceptoría, sala de profesores, dirección, baños para profesores y se levantan amplias instalaciones sanitarias para los alumnos; obra que se continuará en el verano de 1999.
En el año 2001 se inaugura en el 2° piso tres aulas, una preceptoria, sala de profesores, dirección e instalaciones sanitarias para docentes y alumnos de ambos sexos.

#### Colegios de Florida
Instituto San Juan Bautista de La Salle
El Instituto San Juan Bautista de La Salle: Si bien el primer colegio lasallano en la Argentina -el colegio de La Salle Buenos Aires- ya había sido fundado en Balvanera en 1891, no fue hasta la visita del hermano Viventien Aimé de Bélgica, asistente del hermano superior general, a fines de 1920, que nació el plan de levantar en el barrio una obra dependiente de la congregación de San Juan Bautista de La Salle. Luego de adquirir seis hectáreas en el barrio, la Congregación comenzó los trabajos de la Casa de Formación. Los diseños trataban de un edificio de tres plantas de estilo románico, mientras que la edificación de la obra les fue adjudicada a la firma Roselló y Boris. En 1926 llegaron los estudiantes comenzando entonces el colegio a funcionar. La escuela San José, abierta en marzo de 1934 por la misma congregación, se anexionó al instituto constituyendo hoy en día los niveles de Educación Primaria Básica (EPB). El color de sus uniformes es el azul Francia. En el año 2013 cambian el uniforme al color blanco para la remera, gris para el pantalón de gimnasia y pollera azul oscuro.
Colegio Santa Teresita del Niño Jesús

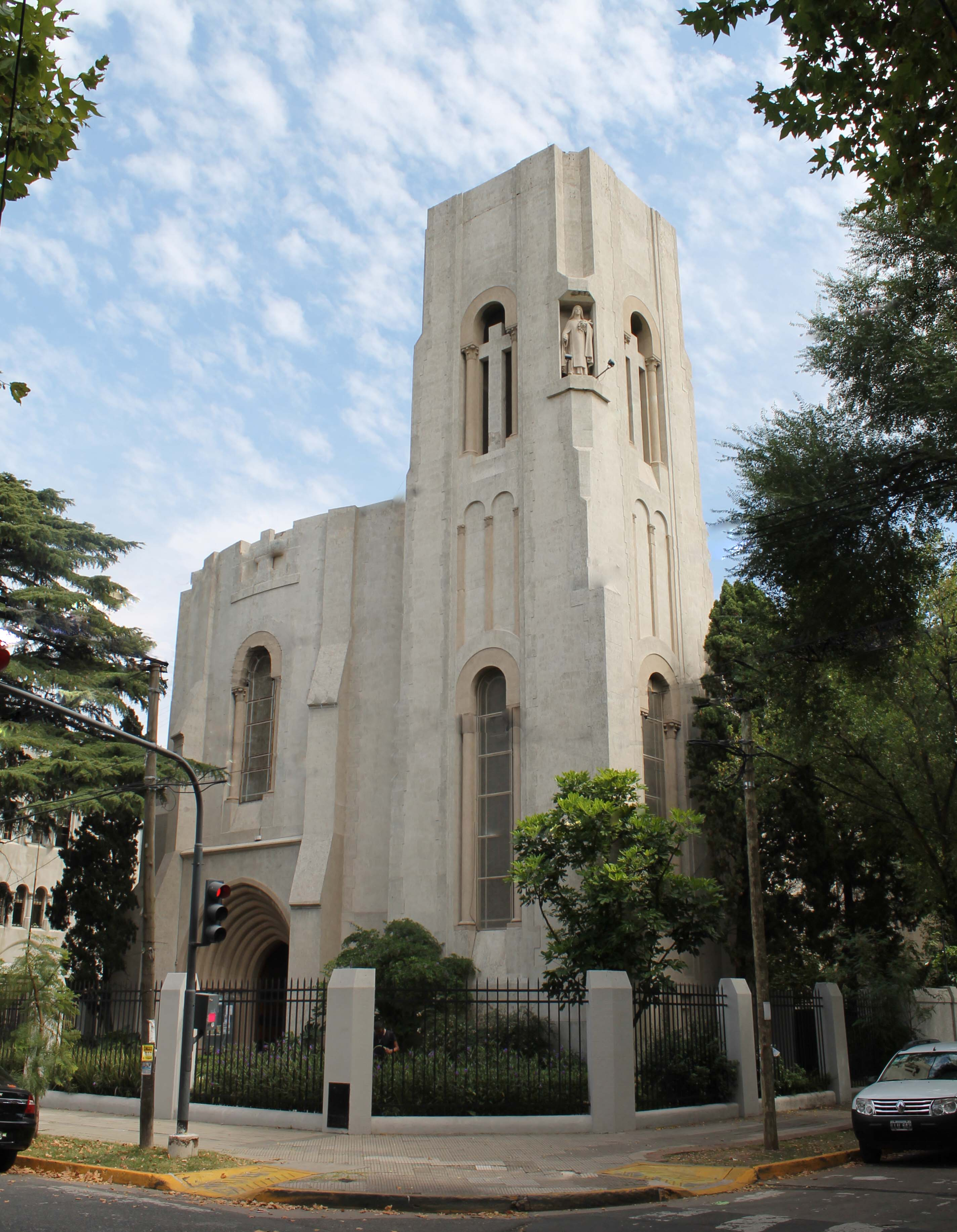
Parroquia Santa Teresita del Niño Jesús.

El colegio Santa Teresita del Niño Jesús: propietario, con su parroquia, de una manzana en la parte más verde de Florida, entre las calles Roca, Urquiza, Liniers y José María Paz. Su historia se remonta a los años 1920 un grupo de monjas de la Orden de las Carmelitas Descalzas llegó desde Francia a Vicente López, fundando el colegio en 1932. Hasta 1995 fue un Liceo de Señoritas, al mismo tiempo que el Lasalle lo era de varones. En el 2007 cumplió su 75° aniversario, que fue festejado con la presentación del colegio abierto para todos. Se ubica en la manzana comprendida entre las calles Roca, Vergara, Liniers y José María Paz. Posee gran cantidad de aulas, una iglesia, un bufet, una librería y una biblioteca. En el aspecto académico es uno de los mejores del barrio. El color de sus uniformes es el azul marino con vivos verdes.
Konrad Lorenz Shule (idiomas alemán e inglés)
La Escuela Konrad Lorenz:de pedagogía de base humanista orientada a: Desarrollar una formación integral sustentada en valores. Afirmar la autoconfianza basándola en el conocimiento de las fortalezas personales. Favorecer la apertura hacia distintas posibilidades de ser y hacer. Educar en un clima de convivencia armónico y de libertad. Potenciar la responsabilidad y el discernimiento autónomo en la toma de decisiones. Propiciar un ambiente agradable en el que se estimula la socialización. Avanzar en la construcción de la propia identidad.
Educación inicial: Es un espacio donde los niños se encuentran con otros niños y cada uno, siguiendo su ritmo y expresando sus emociones, puede vincularse con otros.
Instituto Ceferino Namuncurá
El juego ocupa un lugar preferencial a través del cual aprenden a relacionarse entre sí y a interactuar con la realidad particular en la que cada uno vive.
Para los maestros es la fuente fundamental de observación y comprensión del proceso de crecimiento y desarrollo de los niños.
Nivel Primario: in apartarnos del camino iniciado en nuestro Jardín de Infantes, en Primaria seguimos respondiendo a las necesidades de los niños respetando ritmos internos y de la Naturaleza, atendiendo a los requerimientos intelectuales de los niños según las etapas de desarrollo en que se encuentran y fortaleciendo los vínculos que unen a todos los miembros de la comunidad escolar.
En el Primer Ciclo la iniciación y el progreso en el aprendizaje de la lectoescritura y del cálculo son acompañados por actividades relacionadas con el cuerpo y con el arte (Plástica y Música) llevadas a cabo en diferentes talleres. En el Segundo Ciclo, se intensifica la actividad intelectual con el propósito de alcanzar el nivel académico de excelencia que buscamos para los futuros egresados.
Utiliza uniforme rojo y blanco para los días de actividad deportiva, dejando el resto de los días a los niños ir con ropa informal.
El colegio Santa Teresita del Niño Jesús
Instituto Ceferino Namuncurá
El Instituto Ceferino Namuncurá se ubica entre las calles Melo y Beiro, fue fundado en el año 1961 por el padre Leopoldo Pooli.
El Instituto Florentino Ameghino
El Instituto Florentino Ameghino se produce a partir de un proyecto, de la ilusión de una pareja de novios que decide dar clases particulares de apoyo. Estas se dictaban en una de las habitaciones de la casa de los padres de la novia.
El caudal de alumnos aumentaba y hacia 1954 el número llegaba a 100. Entre tanto se compró un lote para construir dos aulas y baños, pues el lugar en el que dictaban sus clases anteriormente (Ameghino 1128) resultaba poco espacioso. Así surgió la idea y se fijaron una meta: fundar una escuela.
Fue bautizada con el nombre “Florentino Ameghino”, porque ese era el nombre de la calle y en homenaje al antropólogo y científico Florentino Ameghino.
En 1955 el Sr. Casado y su Sra. esposa pidieron autorización al Ministerio de Educación de la Provincia de Bs. As. para funcionar como escuela. En el año 1960, ante la necesidad de la comunidad, se fundó el Jardín de infantes “Peter Pan” que comenzó a funcionar en el anexo. Antes de 1968 nació el secretariado comercial y en esa fecha se iniciaron los estudios secundarios que, dada la aceptación del nivel secundario por lo completo de sus contenidos y por su proyección futura, el secretariado comenzó a declinar y finalmente desapareció. Se encuentra ubicado en la calle C. M. Alvear 1144.

#### Colegios de La Lucila
La escuela n.° 16, ubicada en las calles Catamarca y Anchorena, es una de las históricas instituciones que año tras año abre sus puertas a muchas generaciones de chicos de la zona norte del Gran Buenos Aires. Ofrece educación primaria desde hace más de 50 años y de noche funciona como conservatorio musical. Es una de las escuelas públicas más tradicionales de la zona, ubicada a sólo 3 cuadras de la estación La Lucila del FFCC Mitre.

#### Colegios de Munro
Colegio Stella Maris
Se encuentra ubicado en Munro, Vicente López, provincia de Buenos Aires, en la calle Carlos Villate 3585. Es un colegio privado, mixto, religioso (católico); disponiendo de infraestructura religiosa propia. Se enseña el idioma inglés en un nivel general (básico). Brinda educación en los tres niveles: inicial, primaria y secundaria.
Como infraestructura religiosa, el establecimiento cuenta con una Capilla. La institución se encuentra relacionada con diócesis de San Isidro (Provincia de Buenos Aires).
Asociación Esteban Echeverría
Fue fundada en el año 1962, pero comenzó a dictar clases al año siguiente. Está formada por el Jardín y colegio Vélez Sársfield y el Instituto Esteban Echeverría, es un colegio laico y bilingüe, ya que se enseña inglés. Se encuentra ubicado en la calle Rubén Darío 4637/49, entre las calles Belgrano y Carlos Tejedor, a dos cuadras de la Estación Munro y la avenida Vélez Sársfield.
Posee alrededor de 25 aulas en lo que comprende EGB y Polimodal, un gimnasio, un kiosco, un salón comedor, una librería y una biblioteca. Además posee 4 aulas más para jardín de infantes.
En los últimos años, la Asociación ha crecido mucho en número de alumnos, ya que anteriormente solo poseía una división por curso y, ahora, gracias a la gestión del entonces intendente Enrique García y a la Cámara Empresaria de Vicente López, el colegio pudo inaugurar 4 aulas nuevas en el año 2007.
En el año 2007 cumplió su 45° aniversario y lo festejó con su anual muestra que se realiza en octubre o noviembre de cada año: "Mostramos lo que hacemos".
En la zona de Munro es uno de los colegios más prestigiosos de la zona, junto al colegio Santa Rosa de Lima, el Instituto de Educación Integral y el colegio Los Molinos. El color de sus uniformes es de color granate y blanco.
En diciembre de 2012 festejó su 50.º aniversario con la presencia del actual intendente del municipio, Jorge Macri. El evento fue declarado de interés municipal por parte del Concejo Deliberante del partido. El exintendente, García, junto a la Cámara Empresaria del municipio donó cinco computadoras como parte del aniversario.

#### Colegios de Olivos
Colegio San Carlos Diálogos
Diálogos San Carlos, también conocido como "Diálogos", es un colegio de gestión privada, mixto, de jornada completa y de formación laica. Se enseñan los idiomas inglés y alemán, con carácter bilingüe, con la posibilidad de aplicar a certificaciones internacionales. El colegio San Carlos es uno de los más prestigiosos de la zona. 
Escuela Municipal Paula Albarracín de Sarmiento
Escuela Municipal Paula Albarracín de Sarmiento Escuela secundaria de administración municipal de gran prestigio en la zona norte.
Durante la Intendencia de Don Roberto Uzal, por Ordenanza N.º 1253, del 30 de diciembre de 1942, se creó la Escuela Municipal de Cerámica, Artes Decorativas y Encuadernación, la cual fue puesta bajo la Directora, Señora Carmen Gil de la Torre de Barreiro Aguirre.
La mencionada escuela comenzó a funcionar el 1 de marzo de 1943, en Juan B. Alberdi 1294, Olivos.
El 27 de noviembre de 1956 fue bautizada con el nombre de “Escuela Municipal Paula Albarracín de Sarmiento” y a principios del año 1975, cambió su sede por la que ocupa actualmente en Juan B. Alberdi 1227.
Necesidades propias de la población escolar del Distrito deciden la modificación de los entonces vigentes planes de estudio convirtiéndose en Escuela de Enseñanza Media, egresando sus primeros peritos mercantiles en 1975. En 1977 la Dirección General de Escuelas (dependiente del Ministerio de Educación de la Provincia de Buenos Aires) implementó en las escuelas de su jurisdicción, el llamado Plan Polivalente, al cual se incorpora ese Centro de Estudios.
La primera promoción de Bachilleratos Contables data de 1982. En cuanto al aspecto pedagógico y a las modificaciones sucesivas depende de la Dirección General de Escuelas de Gestión Privada.
Colegio Jesús en el Huerto de los Olivos
El Colegio Jesús en el Huerto de los Olivos (Ricardo Gutiérrez 1199), fundado en 1959, es lindero a la parroquia del mismo nombre, ya centenaria, situada en Salta 2620.
Colegio Nuestra Señora de la Paz: Junto con su parroquia ubicada sobre avenida Maipú, el colegio se encuentra entre las calles Monteverde (entrada de primaria y secundaria), Acassuso (entrada de Jardín) Y Av Maipú 3342 (Ingreso Administrativo). Comenzó como un colegio Industrial solo para varones y en la actualidad tiene desde sala de 1 hasta secundario. Con un gran crecimiento de alumnos en los últimos años, importantes mejoras edilicias, más aulas y un acento puesto en la educación con un marcado enfoque humanista, favoreciendo el valor de la personalidad y de la solidaridad, el colegio La Paz cuenta también con un campo de deportes en San Martín y el Río, actividades extraescolares, biblioteca, comedor, salas de computación, pastoral, taller de cine. Se puede elegir jornada simple o completa bilingüe con inglés. Su uniforme es azul y celeste.
Colegio San Ignacio de Loyola
Fundado en 1996. En la calle Rioja, entre Borges y Roma.
Colegio Asunción de la virgen
 (Ugarte 2367
Olivos, Buenos Aires)

#### Colegios de Vicente López
Colegio Nacional de Vicente López
El colegio nacional de Vicente López es un establecimiento estatal de educación secundaria. Abrió sus puertas el 3 de julio de 1952 y luego se incorporó la modalidad Comercial, que durante años funcionó en los turnos tarde y vespertino, permitiendo al alumnado optar entre estudiar para obtener el título de Bachiller o de Perito comercial, el colegió pasó entonces a llamarse Colegio Nacional de Vicente López y sección comercial anexa. En 1978 se le agregó el nombre Juan Pablo Duarte y Diez, Fundador de la República Dominicana. Con la nueva ley de educación promulgada en los 90 el colegio dejó de depender del Ministerio de Educación de la Nación para pasar a la órbita provincial, allí volvió a cambiar su nombre por Escuela de Enseñanza Media Número 6 de Vicente López. En el turno vespertino funciona en su edificio el Instituto Superior de Formación Docente y Técnica nº 39.
Highlands College
El Highlands College fue fundado en 1944, su lema es “True, courage and devotion to study”  (en inglés: Verdad, coraje y devoción por el estudio). Su origen se remonta a la quinta Bosch. Su actual edificio, una mansión de tipo chateau fue construida por este inmigrante alemán sobre la barranca del Río de la Plata. La fundadora fue May Nilson de Torres, madre del director de cine Leopoldo Torre Nilsson, y dirigió el colegio hasta su fallecimiento.
Michael Ham Memorial College

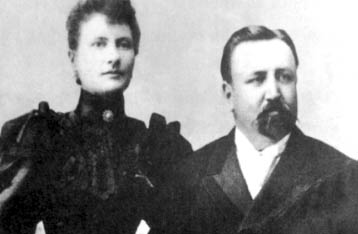
Michael Ham y su esposa Ana María Lynch, ca. 1920

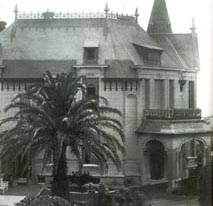
Edificio original del Michael Ham College, antigua residencia de la familia Ham, ca. 1920

La historia del Michael Ham Memorial College se remonta a 1923, cuando a pedido de la comunidad anglófona de Argentina, llega al país desde Chile un grupo de hermanas pasionistas de la Congregación de la Santa Cruz y Pasión de Nuestro Señor Jesucritos, para fundar un colegio católico para niñas que dictase clases en español e inglés. La congregación se alojó en la residencia de Michael Ham y su esposa Ana María Lynch, que luego decidieron donarles a las hermanas su casa, para que allí se fundase un colegio que cumpliese los requisitos pedidos por la comunidad anglófona a las monjas.
Tras la llegada desde Inglaterra de un grupo de religiosas el 9 de marzo de 1926, comenzó a funcionar en el predio el Michael Ham Memorial College, cuyo nombre recordaba al fallecido donante del predio. Las habitaciones que antes habían pertenecido a la familia se transformaron en la biblioteca, dormitorios para las alumnas y una capilla.
En 1933 se construyeron sobre la calle Gaspar Campos aulas para el alumnado. En 1940 se instaló el Salón central con aulas y en una segunda planta, dormitorios y baños para las alumnas pupilas. En fue bendecida la capilla donada por Frank Tooley, yerno de Michael Ham, en memoria de su mujer Ana María Lynch. El patio del colegio sobre la calle Lavalle fue comenzado en 1950, inaugurándose en 1951 el Nuevo Hall. En 1963 se construyó un edificio con aulas para secundaria En 1980 se construyó un nuevo auditorio en el viejo comedor, que fue trasladado a las antiguas dependencias del convento. En 1990 se publicó la primera edición del Ideario Pedagógico Pasionista, que sintetiza los principios que sustentan la misión educativa del colegio.
Tras un proceso de duda, las hermanas optaron por abandonar la presidencia del colegio, permaneciendo en los equipos de retiros, de PEI y de animación carismática. Se instalaron en el barrio Mataderos de Zárate, en el barrio San Cayetano de Campana, y en el barrio Juan Pablo II del Rincón de Milberg, del Bajo Boulogne.
En 1993 el colegio se convirtió en la fundación Colegio Michael Ham, quedando como miembro permanente en representación de la Congregación la hermana superiora provincial. En 1994 se remodelaron las habitaciones de las hermanas, convertidas en salas de computación y el nuevo laboratorio. En 1997 al pie de la barranca del predio se construyeron las aulas del primer año EGB que albergaría a la nueva sección. En 1999 se construyó otro piso de secundaria con la meta de acoger al creciente número de alumnas.
Colegio San Gabriel de la Dolorosa
El colegio San Gabriel de la Dolorosa fue fundado por hermanas pasionistas, establecidas en Vicente López desde poco antes de la fundación del colegio Michael Ham Memorial gracias a un legado de la familia Ham en 1925. La congregación fundó el colegio apostólico San Gabriel de la Dolorosa en 1926. En 1953 la Liga de Padres creó el colegio Santa Gema, que hoy es la sección primaria e inicial del instituto. En 1958 se implementó por decisión de la Liga de Padres el sistema de educación mixta, verdadero precursor en el barrio.
Saint Gregory's College

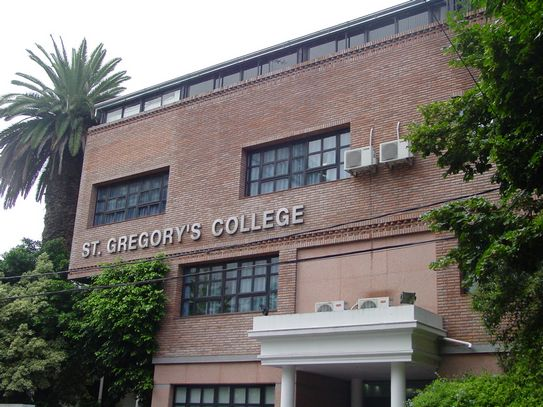
Frente del colegio Saint Gregory's

El colegio Saint Gregory's College (San Gregorio) es un colegio bilingüe y privado. Cuenta con los niveles; Secundario, primario y preescolar. Está ubicado en la calle Melo. Fue fundado en el año 1988.

#### Colegios de Villa Adelina
Instituto Ballester (filial Villa Adelina)
El Instituto Ballester legado de la fuerte inmigración alemana en el barrio y baluarte de su cultura y su lengua, surgió como Sociedad Escolar Alemana de Villa Ballester el 30 de abril de 1922. Su sede central se encuentra en la vecina ciudad de Villa Ballester, perteneciente al Partido de San Martín. Gozó de reconocimiento oficial a partir 1923. En el ámbito deportivo forma a sus alumnos en atletismo, fútbol, básquetbol, gimnasia artística y deportiva, balonmano y voleibol. Conjuntamente con la Cámara de Industria y Comercio Argentino-alemana ofrece en su Centro de Capacitación Profesional (BBZ por sus siglas en alemán) estudios de formación profesional comercial-administrativa.
Instituto Emiliano Edgardo Encalada
Se aprenden muchas cosas como biología, matemática, lengua, entre otras materias sumamente exclusivas. Atendido por sus propios dueños.

### Institutos de Educación terciaria
Instituto Superior de Música "José Hernández" www.ismjh.com
El Instituto Superior de Música “José Hernández” es un establecimiento educativo de Formación Técnico-Docente en Altos Estudios Musicales inscripto dentro del Nivel Superior (terciario) - reconocido oficialmente por la Dirección de Enseñanza Artística del Ministerio de Cultura y Educación de la Provincia de Buenos Aires (Resolución N.º 3462/03 Registro N.º 6403) y por la Dirección Provincial de Educación de Gestión Privada (DIPREGEP N.º 7368), dependiente de la Secretaría de Cultura, Educación Deporte y Turismo de la Municipalidad de Vicente López. Su oferta educativa es totalmente GRATUITA y ofrece las siguientes carreras:
FORMACION BASICA ESPECIALIDAD: 
Canto Lírico Camarístico, Piano, Guitarra, Violín, Viola, Violonchelo, Flauta (Travesera), Clarinete y Trompeta
PROFESORADO SUPERIOR DE MÚSICA, ORIENTACIÓN INSTRUMENTO: 
Piano, Guitarra, Violín, Viola, Violonchelo, Flauta (Travesera), Clarinete y Trompeta. 
PROFESORADO SUPERIOR DE MÚSICA, ORIENTACIÓN DIRECCIÓN CORAL
www.ismjh.com
Easy English
En el número 2474 se encuentra el prestigioso instituto de educación Easy English. Fundado hace 20 años en Olivos, es el instituto de inglés más grande de Vicente López, por ser pionero en aplicar las neurociencias a la educación. Dictan clases para niños, adolescentes y adultos, aplicando un método innovador basado en las últimas investigaciones de las neurociencias.
Mausi Sebess
En el n.° 594 de la avenida Maipú el Instituto de Artes Culinarias Mausi Sebess es el centro de enseñanza terciaria más grande de Vicente López y un importante instructor de gastronomía a nivel nacional. Forma cocineros y pasteleros de toda Latinoamérica, así como imparte cursos de todas las ramas de la gastronomía, ofreciendo cursos desde Cocina inglesa o española hasta Pizzas y empanadas, Cocina china, india o Bombonería.

## Educación a distancia
En el n.º 3750 de la avenida Esteban Echeverría se encuentra el IDES - Instituto de Estudios Sociales, centro educativo que imparte cursos y carreras cortas a distancia y en línea en las áreas de administración, salud, turismo y asistencial.
www.institutoides.com.ar

## Salud
El Hospital Municipal Dr. Bernardo Houssay es el centro de salud más importante del partido, junto con el Hospital y Maternidad Santa Rosa y el Hospital del Tórax Dr. Antonio Cetrángolo.
Además de estos tres grandes centros hospitalarios, cuenta con 20 Unidades de Atención Primaria (UAP) distribuidas por todo el municipio.
El Hospital Municipal Dr. Bernardo Houssay es un referente en la región ya que cuenta con especialistas preparados para dar los mejores servicios y equipamiento moderno para brindar una atención de calidad. En los últimos años se renovaron las guardias, las salas de internación y el servicio de mamografía. Además, se creó el Instituto Cardiovascular para atender patologías cardiovasculares complejas y el Hospital de día y cuidados paliativos.
Vicente López cuenta con el Hospital Geriátrico Municipal Rodríguez Ortega. Un espacio orientado a las personas mayores dependientes, para brindar apoyo y sostén a la familia. Se dirige, además, a aquellas personas con vulnerabilidad por aislamiento y soledad. 
Por otro lado, el hospital ofrece actividades fijas que comprenden estimulación cognitiva/motora, socialización y recreación. Las mismas incluyen: lectura, idioma, arte, música, reflexión, ejercicios de reminiscencia y yoga, entre otras. A su vez, se ofrecen ocasionalmente, intervenciones asistidas con animales de compañía, estimulación mediante juegos virtuales y talleres de prevención de caídas.
El Instituto Josefina C. Bignone es un referente en la rehabilitación de personas con ceguera y discapacidad visual, orientado al abordaje integral, la socialización y mejora en la calidad de vida. Ofrece servicios de oftalmología, psicología, estimulación visual, orientación y movilidad. Los pacientes participan de clases de educación física, braille y gimnasia. Además, el instituto cuenta con talleres de arte, una biblioteca sonora y un programa de radio.

## Transportes y movilidad

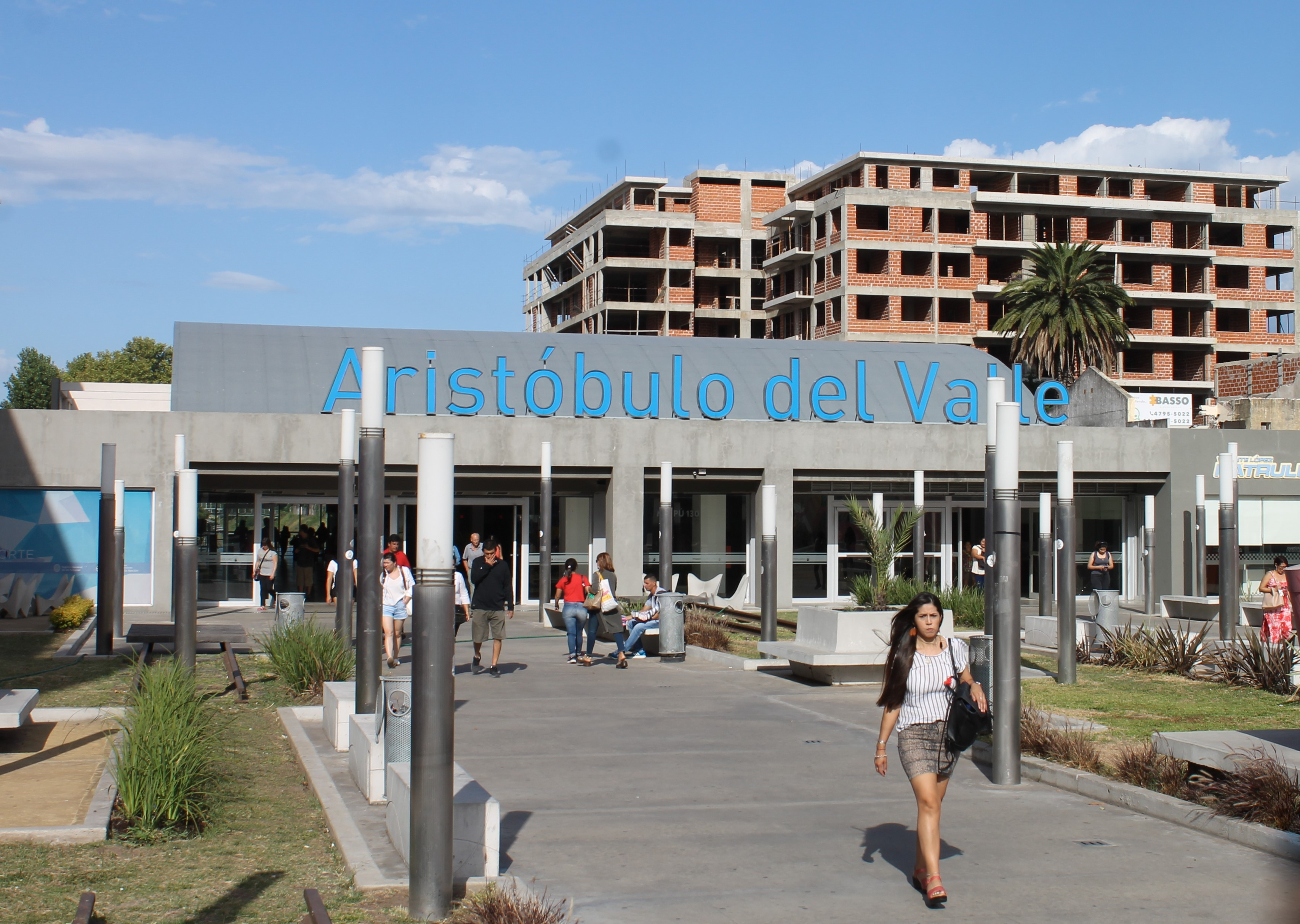
Estación Aristóbulo del Valle.

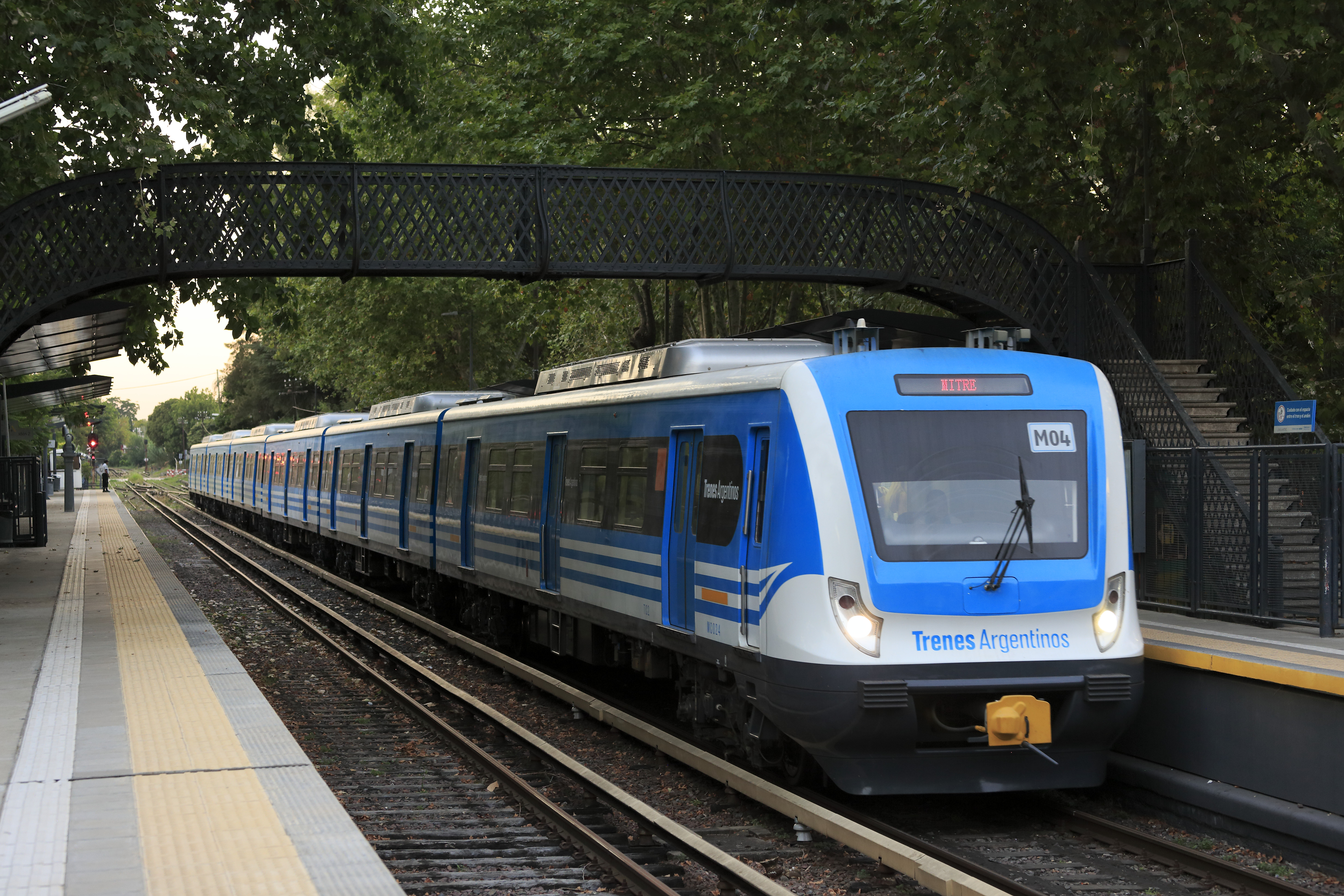
Estación Bartolomé Mitre.

El partido está conectado con la Ciudad de Buenos Aires y el resto del país por parte de dos importantes arterias, las avenidas Maipú y del Libertador, además de la Autopista Pascual Palazzo, ramal de la Carretera Panamericana. Pasan por Vicente López las vías del Ferrocarril General Belgrano, el Ferrocarril General Mitre en sus ramales Retiro-Tigre y Retiro-Bartolomé Mitre, y el Tren de la Costa.

### Estaciones de Ferrocarril
- Aristóbulo del Valle, FFCC Belgrano Norte
- M. M. Padilla, FFCC Belgrano Norte
- Florida, FFCC Belgrano Norte
- Munro, FFCC Belgrano Norte
- Carapachay, Belgrano Norte
- Villa Adelina, FFCC Belgrano Norte (compartida con el Partido de San Isidro)
- Vicente López, FFCC Mitre
- Olivos, FFCC Mitre
- La Lucila, FFCC Mitre
- Juan B. Justo, FFCC Mitre
- Florida, FFCC Mitre
- Dr. A. Cetrángolo, FFCC Mitre
- Bartolomé Mitre, FFCC Mitre
- Maipú, Tren de la Costa
- Borges, Tren de la Costa
- Libertador, Tren de la Costa

### Metrobús Norte
Desde junio de 2015, la Ciudad de Buenos Aires y Vicente López están comunicados por el sistema de Metrobús, el sistema que une ambas localidades consta de 5 km de extensión: 2.7 km en avenida Cabildo (Ciudad de Buenos Aires), desde Congreso de Tucumán hasta la avenida Gral. Paz; y 2.2 km en avenida Maipú, desde Gral. Paz hasta la calle Malaver, en Vicente López.

## Cultura
Los centros culturales son considerables, algunos de los más importantes son: entre los municipales, el centro cultural Munro en el barrio homónimo, la Quinta Trabucco en Florida, la Casa Municipal de la Cultura en Olivos, el Cine York en Olivos y la Torre Ader en Carapachay. Entre los privados los más importantes son el Museo Rómulo Raggio en Vicente López, el Complejo Cultural Comunicanto en Florida y el Teatro de Repertorio del Norte, otros de menor tamaño se hallan presentes por los barrios, como el centro cultural Alfonsina Storni en Florida.
La ciudad posee siete bibliotecas populares de gestión privada. La más antigua es la denominada "Vicente López y Planes" que posee 30 000 volúmenes.

Cine York
El 12 de octubre de 1904 fue creada por un grupo de vecinos la Sociedad Cosmopolita de Socorros Mutuos de Olivos. Era la primera entidad moderna del Pueblo de Olivos donde se realizaban proyecciones de cine, funciones de elencos teatrales, bailes y actos políticos y sociales. En la década del ´30 comenzó a funcionar como el Cine Select y más tarde como el Cine York. Hacia 1996 el edificio fue declarado “Monumento Histórico Municipal” con el fin de preservarse para las futuras generaciones. Luego de obras de remodelación y mejoras, el 21 de septiembre del 2000, reabre sus puertas el Cine Teatro York. Su sala principal fue designada con el nombre de “Juan Carlos Altavista”, en homenaje al artista y vecino del barrio.
Hoy en el Cine York se realizan ciclos de proyección de films nacionales e internacionales, documentales, shows de música en vivo y otros espectáculos que disfrutan los vecinos de Vicente López y personas que visitan este ícono de nuestra cultura.
Red de Bibliotecas de Vicente López
Las Red de Bibliotecas de Vicente López es una plataforma que permite buscar un libro por título o autor dentro de las 13 bibliotecas que integran la red. Además, cuenta con un diccionario biográfico de autores de Vicente López, información de las bibliotecas y del proyecto Los Libros Circulan en las paradas del Metrobús. Además, se encuentran todas las actividades que ofrecen cada una de las bibliotecas: talleres literarios, presentaciones de libros, clubs de lectura, entre otras. 

## Deportes

### Fútbol

#### Club Atlético Platense
El equipo de fútbol más importante del partido es el Club Atlético Platense, que además de fútbol practica básquet y otros deportes, fue fundado el 25 de mayo de 1905, luego de que los fundadores ganaran una apuesta en el Hipódromo de Buenos Aires, apostándole al caballo Platense, que precisamente estaba montado por un jockey de vestimenta marrón y blanca (los colores del club).
Su sede social estaba en Callao, pero más tarde establecieron en Núñez su primer estadio y su nueva sede social, fue en este barrio lindante con el Río de la Plata, situación por la que era usual que sus canchas fuesen cubiertas de barro, adquirieron el apodo de calamares, que también figuraban en el stud del caballo con cuya victoria pudo fundarse el club. En 1917 se instaló en el barrio de Saavedra, donde permaneció por 62 años hasta 1979, ese año pudo asentarse finalmente en su nuevo Estadio Vicente López en el barrio de Florida, después de haber reunido los fondos necesarios mediante la ayuda municipal y la venta de la sede de Núñez. La sede social fue establecida contigua al club, sobre la calle Zufriategui 2051, en 1994.
Platense actuó por primera vez en la máxima división del fútbol argentino en 1913, cuando este era amateur. El equipo obtuvo sus primeros reconocimientos al cortarle una racha de tres años de partidos invicto al Racing Club de Avellaneda, y por clasificarse segundo tras el mencionado equipo en 1916.
En 1979 tuvo que definir la permanencia con Chacarita, Atlanta y Gimnasia La Plata. Era el peor de los cuatro y el que menos tiempo llevaba en Primera División. Se lo denominó "El cuadrangular de la muerte". Platense lo ganó y permaneció en Primera División hasta 1999, cuando finalmente desciende. Tras ganar el segundo ascenso de la Primera Nacional 2020, ascendió a Primera División luego de 22 años ausente en la máxima categoría.

#### C. A. Colegiales
El Club Atlético Colegiales fue fundado el 1 de abril de 1908 en el barrio Norte (Retiro-Recoleta) de la Capital, bajo el nombre Libertarios Unidos, empleando como sede social el domicilio de sus jóvenes dirigentes. La primera camiseta fue roja con una franja negra horizontal a la altura del pecho. La primera cancha, arrendada a la Municipalidad, estaba ubicada en Blandengues -actual avenida del Libertador- y Parossien, en el barrio porteño de Núñez. En 1916 cambian el nombre por Sportivo del Norte, y en 1919 logran el ascenso a la primera división del torneo de la Asociación Argentina de Football.
En 1922, debido a conflictos internos se escinde y una facción importante se muda al progresivo barrio de Colegiales, a la manzana comprendida por las calles Teodoro García, Charlone, Palpa y Giribone, donde deviene en 1925 en Colegiales y adopta los tres colores que irán a identificar a la institución: azul, rojo y oro. Allí permanecerá hasta 1933, trasladándose luego al parque Tres de Febrero (1935) y Villa Ortúzar (1936 a 1938). En 1940 transpone los límites de la Capital y construye su campo de juego en Villa Martelli, en Perú y Melo al 3800, manteniendo hasta 1977 su sede social en el barrio de Colegiales. Finalmente, en 1948 construye su modesto estadio en Munro (hoy Florida Oeste).
Actualmente se desempeña en la Primera B Metropolitana del torneo de la AFA.

#### Deportivo Italiano
Club cuya sede social está ubicada en Libertad 1650. Su presencia se remonta a 1978, año en el que se fusionó con la Sociedad Italiana de Vicente López, abandonando su sede en el barrio porteño de Palermo. Su identificación con la cultura italiana -bastante presente en Vicente López- es tal que utilizan la misma camiseta que el seleccionado italiano de Fútbol.

### Rugby
Entre los clubes de rugby el que tuvo la carrera más exitosa, convirtiéndose en dos ocasiones en campeón del torneo de la URBA de Rugby, fue el Club Banco Nación. Se creó el 12 de octubre de 1909 por empleados del Banco de la Nación Argentina
No obstante, no fue hasta 1928 que el club se mudó a la ciudad, pues antes se había emplazado tanto en terrenos del barrio porteño de Colegiales (hasta 1915), como en los de Villa Luro (hasta 1922 ) y Flores (hasta 1928). Su sede social y las instalaciones deportivas se asientan sobre un terreno de 4 hectáreas, sobre la calle Zufriategui 1251, en el barrio de Vicente López. Como miembro de la Unión de Rugby de Buenos Aires (URBA) tanto sus inferiores como su selección mayor disputan partidos oficiales con equipos de toda la provincia de Buenos Aires. Tanto su indumentaria como su escudo poseen los colores patrios, azul celeste y blanco.
Otro famoso club de rugby de la ciudad es el Olivos Rugby Club, que forma parte de la URBA al igual que el club antes mencionado. Su historia se remonta al año 1927, cuando entusiasmados con el show de rugby de un combinado británico, un grupo de vecinos fundó el club en el barrio de Olivos el 4 de septiembre de 1927. Actualmente se ubica en el barrio de Munro, sobre la calle Pelliza. Sus colores son el naranja y el negro.
Entre las inferiores, a estos últimos dos institutos se les suma el Club Municipalidad de la Ciudad de Vicente López (VILO), afiliado a la URBA solo en las categorías mencionadas. Este es el único club público de la ciudad, fue creado por empleados de la municipalidad el 15 de diciembre de 1978. Sus colores son el verde y el blanco.

#### Otros clubes
Entre las inferiores, los clubes más importantes son el Centro Asturiano de Buenos Aires, el Círculo Trovador, uno de los más antiguos de la Argentina (fundado en 1890), el Club Municipal de Vicente López, también conocido como VILO y por último el Centro Galicia de Buenos Aires.

### Hockey sobre césped
En lo referente al hockey sobre césped, los equipos más importantes son en las inferiores la Asociación de Empleados del Banco de la Ciudad de Buenos Aires, Club Atlético Banco de la Provincia de Buenos Aires, Olivos Rugby Club, Club Banco Nación y VILO.

## Otros puntos de interés
En Gaspar Campos 1075, Vicente López, se encuentra la casa del expresidente Juan Domingo Perón, hoy es un centro de reunión del Partido Justicialista.

## Medios de comunicación locales
Hay muchos medios de información que cubren el distrito y sus barrios, entre ellos, Lo Nuestro: www.diariolonuestro.com-ar delMiguel "Tano" Armaleo, dirigente del Frente de Todos-, Infobán: www.infoban.com.ar; Para Todos: www.periodicoparatodos.com.ar; y El Comercio On Line: www.elcomercioonline.com.ar.
Desde 2015 funciona una emisora audiovisual llamada DEMOS radio visual www.demos.com.ar con transmisión las 24 horas, ubicada en Caseros 1484, del barrio de Florida. Fundada por los hermanos Rodolfo y Mario Oneto, bisnietos de José "El pepín" Oneto uno de los vecinos pioneros de Vicente López, que arribó de Italia en 1880.
Desde 1991 se publica en formato papel, desde la localidad de Villa Martelli, el mensuario El Martelliano - fundado por el vecino Hugo Daniel Pane (1952-2018). Funcionó de forma ininterrumpida durante treinta años hasta la llegada de la Pandemia de Covid -19 que suspendió momentáneamente su publicación pasando semanalmente durante 2021 al formato audiovisual.

### Citas
1. ↑  «Vicente López». www.vicentelopez.gov.ar.
2. ↑  «Censo 2010 Argentina Resultados Definitivos». Archivado desde el original el 2 de junio de 2012. Consultado el 19 de julio de 2012.
3. ↑  «Proyecciones de población por Municipio provincia de Buenos Aires 2010-2025.».
4. ↑   artículo en La Nación(21/01/2019). Consultado 20/03/2020
5. ↑  «Buenos Aires, la Provincia. Municipios de la Provincia de Buenos Aires.». Archivado desde el original el 16 de enero de 2013. Consultado el 2 de noviembre de 2010.
6. ↑  «Listado de Terremotos Históricos». Instituto Nacional de Prevención Sísmica. Archivado desde el original el 6 de abril de 2009. Consultado el 9 de marzo de 2009.
7. 1 2   Municipalidad de Vicente López.  http://www.mvl.gov.ar/. Consultado el 9 de julio de 2009. Falta el |título= (ayuda)
8. 1 2 3  «Provincia de Buenos Aires. Total de población, variación absoluta y variación relativa, por partido. Años 2010 y 2022». Archivado desde el original el 25 de febrero de 2019. Consultado el 30 de diciembre de 2023.
9. ↑  Inversión de Sidus en Brasil. Roemmers también se agranda. Otro Amerian en Buenos Aires. Emisión del Hipotecario.. La Nación. 20 de noviembre de 1999. Consultado el 12 de septiembre de 2009.
10. ↑  Dirección Provincial de Estadística de Buenos Aires. «Población de la provincia de Buenos Aires registrada en los Censos Nacionales y en el Censo Provincial de 1881, por partido según sexo» (XLS). Archivado desde el original el 3 de marzo de 2016. Consultado el 16 de febrero de 2013.
11. 1 2  «Provincia según departamento. Población, superficie y densidad. Años 1991 y 2001». Archivado desde el original el 24 de junio de 2017. Consultado el 22 de septiembre de 2010.
12. ↑  MunicipalidUad de Vicente López. «Municipalidad de Vicente López (sección Símbolos)». Consultado el 17 de octubre de 2009.
13. ↑  Capítulo II: Don Pedro de Mendoza y el cronista Ulrico Schmidl, pg. 13, F. Romeo Grasso.
14. 1 2 3 4 5 6 7 8 9 10 11 12 13 14 15 16 17 18 19 20 21   Municipalidad de Vicente López. «Historia de Vicente López». Consultado el 9 de julio de 2009.
15. ↑  Ni Bartolomé Cruz ni Juan Carlos Cruz: Un cambio de nombre que persiste en el error , Ricardo F. Thomsen Hall, La Noticia1, 03/01/2018
16. ↑  «Copia archivada». Archivado desde el original el 4 de marzo de 2016. Consultado el 11 de julio de 2012.
17. ↑  http://www.mvl.gov.ar/sec_privada/ver_nota.php?veidnota=339
18. ↑  «Feria de Artesanos del Paseo de la Costa de Vicente López». Archivado desde el original el 21 de julio de 2009. Consultado el 11 de julio de 2009.
19. 1 2 3  «Municipio Vicente Lopez». Municipio Vicente Lopez. Consultado el 3 de octubre de 2024.
20. ↑  Fernandez, Mariano (9 de enero de 2025). «La Reserva Natural de Vicente López, un paseo entre aves, costa y naturaleza para este verano». Que Pasa Web. Consultado el 9 de enero de 2025.
21. ↑  https://web.archive.org/web/20080101163259/http://www.vicentelopez.gov.ar/sec_cultura/museo_lumiton.php
22. ↑   Zigiotto, Diego (2007). «Descubriendo Buenos Aires».  En De los Cuatro Vientos, ed. Las mil y una curiosidades de Buenos Aires; La ciudad que no conocemos. Buenos Aires. p. 194.
23. ↑  http://www.noticianorte.com/jorge-macri-con-mayoria-propia-en-el-concejo-deliberante/
24. ↑  https://www.lanoticiaweb.com.ar/como-queda-el-concejo-deliberante-tras-el-triunfo-de-soledad-martinez-en-vicente-lopez/
25. 1 2 3 4 5 6 7 8   Centro Asturiano de Buenos Aires. «Historia del Centro Asturiano de Buenos Aires». Archivado desde el original el 20 de febrero de 2009. Consultado el 17 de marzo de 2009.
26. ↑  
Centro Asturiano de Buenos Aires. «Actividades deportivas». Archivado desde el original el 1 de abril de 2009. Consultado el 17 de marzo de 2009.
27. ↑  
Centro Asturiano de Buenos Aires. «Actividades culturales». Archivado desde el original el 2 de mayo de 2009. Consultado el 17 de marzo de 2009.
28. ↑   Centro Asturiano de Buenos Aires. «Historia de la Biblioteca». Archivado desde el original el 4 de mayo de 2009. Consultado el 17 de marzo de 2009.
29. ↑   Centro Galicia de Buenos Aires. «Quienes somos». Archivado desde el original el 7 de marzo de 2009. Consultado el 17 de marzo de 2009.
30. ↑  Lamroth Hakol. «Brujím Habaím: Bienvenidos a Lamroth». Archivado desde el original el 23 de febrero de 2018. Consultado el 23 de febrero de 2018.
31. 1 2   Dirección General de Cultura y Educación de la Provincia de Buenos Aires. «Establecimientos de la DGCyE Distrito:Vicente López». Consultado el 9 de julio de 2009.
32. ↑  InstitutoE
Lasalle. «Sitio web del colegio». Archivado desde el original el 28 de febrero de 2009. Consultado el 15 de marzo de 2009.
33. 1 2 3 4 5  Michael Ham Memorial College. «Reseña histórica». Archivado desde el original el 21 de abril de 2009. Consultado el 9 de julio de 2009.
34. ↑  «Historia del Colegio San Gabriel». Archivado desde el original el 4 de febrero de 2009. Consultado el 15 de marzo de 2009.
35. ↑   «Cursos exclusivos». Archivado desde el original el 21 de febrero de 2009. Consultado el 16 de marzo de 2009.
36. ↑  «Municipio Vicente Lopez». Municipio Vicente Lopez. Consultado el 11 de septiembre de 2024.
37. ↑  «Municipio Vicente Lopez». Municipio Vicente Lopez. Consultado el 11 de septiembre de 2024.
38. ↑  http://www.vicentelopez.gov.ar/noticias/metrobus-norte-av-maipu
39. ↑  «RED de Bibliotecas». www.vicentelopez.gov.ar. Consultado el 10 de septiembre de 2024.
40. 1 2  Club Atlético Platense. «Platense y el Fútbol». Archivado desde el original el 17 de febrero de 2009. Consultado el 11 de julio de 2009.
41. ↑  «https://zonales.com/platense-relato-milagro-evito-descenso-cuadrangular-muerte/».
42. ↑  «Historia del club». Consultado el 16 de marzo de 2009.
43. ↑  C.AB.N.A. «Nuestra historia». Archivado desde el original el 10 de marzo de 2009. Consultado el 17 de marzo de 2009.
44. ↑   «Club Municipalidad de la Ciudad de Vicente López». Archivado desde el original el 1 de abril de 2010. Consultado el 17 de marzo de 2009.